# الوثيقة العظمى
الماجنا كارتا أو الميثاق الأعظم هي وثيقة إنجليزية صدرت لأول مرة عام 1215م. ثم صدرت مرة أخرى في عام 1216م. ولكن بنسخة ذات أحكام أقل، حيث ألغيت بعض الأحكام المؤقتة الموجودة في النسخة الأولى، خصوصاً تلك الأحكام التي توجه تهديدات صريحة إلى سلطة الحاكم وقد اعتمدت هذه الوثيقة قانونًا عام 1225م وما تزال النسخة التي صدرت عام 1297م ضمن كتب لوائح الأنظمة الداخلية لـ إنجلترا وويلز حتى الآن.
و قد وصفت تلك النسخة بأنها “ الميثاق العظيم للحريات في إنجلترا والحريات في الغابة“.
يحتوي ميثاق عام 1215م على أمور عدة منها مطالبة الملك بأن يمنح حريات معينة وأن يقبل بأن حريته لن تكون مطلقة، وأن يوافق علناً على عدم معاقبة أي «رجل حر» إلا بموجب قانون الدولة وهذا الحق ما زال قائماً حتى اليوم في هذه الدول.
كانت الماجنا كارتا أول وثيقة تُفرض على ملك إنجليزي من مجموعة من رعاياه (و هم البارونات)، في محاولةً للحد من نفوذه وحماية امتيازاتهم قانونياً، ولم تكن الماجنا كارتا أول ميثاق للحد من سلطة الملك فقد سبق هذا الميثاق ميثاق آخر للحريات عام 1100م وتأثر به تأثراً مباشرًا وكان ذلك في عهد الملك هنري الأول، وبالرغم من أن للميثاق أهميةً لا يختلف عليها اثنان، إلا أن بحلول النصف الثاني من القرن التاسع عشر ألغيت معظم البنود التي كانت في قالبها الأصلي وبقيت ثلاثة بنود كجزء من قانون إنجلترا وويلز، وتعتبر عادةً كجزء من الدستور غير المدون.
و في مرسوم حديث “و مثير للجدل نوعاً ما” لقوانين اللوردات، استشهد بالماجنا كارتا كمثال على لوائح أنظمة داخلية دستورية لم يمكن إلغاؤها إلا بلوائح أنظمة داخلية جديدة تنوي استبدال القديمة بقوانين أكثر وضوحًا فضلاً على أن تلغيها
كان الميثاق جزاء مهماً من عملية تاريخية ممتدة أدت إلى حكم القانون الدستوري في الدول الناطقة بالإنجليزية.
بالرغم من أن الماجنا كارتا أبعد من أن تكون فريدة في شكلها أو محتواها إلا أنها لم تنجح في الحد من نفوذ الملك بشكل كبير عند تطبيقها في حقبة العصور الوسطى
إلا أنها كانت مهمة وذات تأثير تاريخي قوي خاصة في زمن الحرب الأهلية الإنجليزية، حيث كانت رمزاً هاماً عند من كانوا يتمنون أن يبرهنوا بأن الملك يقع تحت وطأة القانون.
تأثر المستوطنون الأوائل في إنجلترا الجديدة بالماجنا كارتا وألهمت وثائق دستورية أتت بعدها من ضمنها دستور الولايات المتحدة.

## مفاهيم خاطئة
هناك عدد من المفاهيم الخاطئة عن الماجنا كارتا:
1. من قبيل ان هذه هي أول وثيقة لتقييد صلاحيه الملك الإنكليزي في القانون فالماجنا كارتا ليست الأولى، وكانت الماجنا كارتا مؤسسه جزئيا على أساس ميثاق الحريات، ذلك الذي اعلنه هنري الأول ملك إنجلترا، وأصدره عند الصعود إلى العرش في 1100 وكان ملزما للملك ببعض القوانين المتعلقة بمعاملة المسؤولين في الكنيسة والنبلاء. وهو يعتبر وثيقة تاريخية في التاريخ الإنكليزي وسابقا للميثاق الأعظم (الماجنا كارتا).
2. أما من قبيل الممارسة المحدودة لسلطة الملك في الغالب لم يمكن تقييد صلاحية الملك في العصور الوسطى.
3. الماجنا كارتا ليست وثيقة وحيده جامدة بل مجموعة متنوعة من الوثائق يشار إليها بالاسم الشائع ماجنا كارتا.

## الماجنا كارتا والديمقراطية
تعتبر الماجنا كارتا إحدى أهم الوثائق القانونية في تاريخ الديمقراطية. صدر الميثاق أصلا في 1215 وكان له نفوذ على نطاق واسع في العملية التاريخية التي أدت إلى سيادة القانون الدستوري اليوم. أثّر هذا الميثاق تأثيراً كبيراً على الدساتير والوثائق الأخرى، مثل وثيقة حقوق دستور الولايات المتحدة.
هذه الوثيقة كانت بمثابة الأساس لمبادئ الدستور، فيما يتعلق بحكم الملك ومحدودية نفوذه وسلطته.
كانت الماجنا كارتا، شِـرعةً (دستوريةً) ترمي إلى حماية امتيازات البارونات. كانت وثيقةً تقول للملك: " انك لا تستطيع انتهاك حقوق هؤلاء البارونات.
ينص البند الأول على أن تكون الكنيسة في إنجلترا حرة أي حرة من التدخلات الملكية بشؤونها، في حين يحصر البند الثاني حقوق الملك بالتدقيق بالغرامات والواجبات المالية للنبلاء عندما تسلم أراضيهم بعد وفاتهم إلى ورثتهم.
أصبحت البنود هذه أو أخرى شبيهة بها ما نسميه حقوق الإنسان وما زالت أصدائها تتردد في الإعلان العالمي لحقوق الإنسان، ولكنها تأتي في نهاية الماجنا كارتا إذ ترد في بداية المستند البنود التي تعني كاتبي المستند أي الأساقفة والنبلاء.

## معركة
في السابع عشر من شهر تموز يوليو عام 1214 التقى الجيشان الفرنسي والإنجليزي في معركة بوفين في منطقة فلاندرز في بداية المعركة بدا وكأن الإنجليز منتصرون حتى أن الملك فيليب أًسقط عن جواده، ولكن عاد الفرنسيون فردوا الضربة وانتصروا على الإنجليز، هللت بارس، وقابل جون العصيان في إنجلترا، حل النبلاء خلافاتهم وشكلوا جبهة واحدة، وقفت في وجه الملك، وقرروا أنه يستحيل بعد اليوم أن يتمكن ملك من التصرف كما فعل جون، ودعم مطلبهم هذا بتهديد بإطاحة جون بالقوة عن عرشه.

## الاتفاق
لعب رئيس أساقفة كانتر بيري ستيفين لانجتون دور المصلح النزيه بين النبلاء والملك. ادعى الحياد لكنه كان يميل إلى النبلاء وساعدهم سراً على هيكلة طلباتهم، وأخيراً تم الاتفاق على الشروط، وفي الخامس عشر من شهر حزيران يونيو عام 1215 التقى الطرفان في حقل مثل وينسورد يعرف باسم «راني ميد» قدم النبلاء الذين حضروا مدججين بالسلاح مطالباتهم ووافق الملك جون عليها مرغماً عرف هذا الاتفاق باسم «ماجنا كارتا» ومعناها الشرعة الكبرى، ولكن في الواقع هذا الاتفاق ما هو سوى سلسلة من المحاولات الشهيرة التي تعود إلى الوراء إلى ذكرى قسم الملك هنري الأول لدى استلامه الملك وذكريات إنجلترا الأنجلوسكسونية، وهي محاولات تهدف إلى تحديد حدود الملك والشعب وواجباتهما.

## النسخة الأصلية
ضاعت النسخة الأصلية من الماجنا كارتا والتي تحمل ختم الملك جون منذ وقت طويل، فعلى كل حال لم يرغب الملك بالحفاظ على سجل يبرز إذلاله، لكن هذه النسخة التي حفظت في ساليبزبوري، هي واحدة من أصل أربع نسخ تم توزيعها على البلدان عام 1215 في يومنا هذا نقرأ سمات الماجناكارتا في بنود كالتالي، لن يسلب أي رجل حر أملاكه أو يسجن على يد رجال آخرين مساوين له إلا إذا خضع لمحكمة عادلة أو لن نبيع العدالة لأحد ولن ننكرها على أحد، ولن نؤخرها عن أحد.

## الماجنا كارتا
أصبحت الماجنا كارتا بسرعة وما زالت حتى يومنا هذا وسيلة اختبار للحريات للقرون الوسطى، كما كانت أداة ضغط حادة لأنها أجازت للنبلاء استخدام القوة لإعادة الملك جون إلى الخط المستقيم في حال أظهر أي تقاعس في الإيفاء ببنودها، كانت هذه الشرعة قاسية ولم يجندها جون أبداً.

## الميثاق العظيم لعام 1215م

### التمرد وإنشاء الوثيقة
خلال الزمن الذي حكم فيه الملك جون تسبب مزيج من الضرائب المرتفعة والحروب الخاسرة وصراع مع البابا في أن يُفقد الملك شعبيته بين البارونات من حوله لذا قرر بعض من أكثر البارونات أهمية بأن يتمردوا على الملك في عام 1215. وفي شهر يناير\ كانون الثاني طالب البارونات من الملك إقرار ميثاق الحريات ولكن جون أخذ يراوغ. وخلال المفاوضات بين شهر يناير\ كانون الثانوي وشهر يونيو\حزيران ظهرت وثيقة أطلق عليها المؤرخون اسم الميثاق المجهول للحريات وظهرت سبع مواد من هذا الميثاق في “مواد البارونات” وميثاق رونيميد. وفي شهر مايو\ أيار اقترح الملك بأن يقدم القضايا إلى لجنة تحكيم يرأسها البابا ممثلاً الوسيط الأعلى ولكن البارونات واكبوا في تحديهم له. واستطاعوا اقتحام لندن في العاشر من يونيو\حزيران بدعم من الأمير لويس ولي العهد الفرنسي والملك الكسندر الثاني وكانت المدينة قد فتحت لهم بواباتها تعبيراً عن تعاطفها مع قضيتهم. وقد قاموا، بالتعاون مع عديد من المعتدلين الذين لم يقوموا بتمرد علني، بإجبار الملك على إعطاء موافقته لوثيقة عرفت لاحقاً بـ”مواد البارونات” وقد وضع ختم الملك العظيم عليها في المرج في رومينيد في 15 من يونيو عام 1215 م. وفي المقابل لذلك جدد البارونات قسمهم بالإخلاص للملك جون في 19 يونيو عام 1215 م. لقد وثق المؤرخ المعاصر روجر من ويندوفر الأحداث في كتابه “فلوريس هيستورياروم Flores Historiarum” ولكن هذا المؤرخ مصدر لا يعتمد عليه. أنشئت دائرة عدل ملكية وثيقة رسمية توثق الاتفاقية في 15 من يوليو. تلك كانت النسخة الأصلية للماجنا كارتا بالرغم من أنها لم تكن تعرف بهذا الاسم في ذلك الوقت. وزِّعت نسخ غير معلوم عددها على مسئولين، مثلاً أولياء العدل والأساقفة التابعين للملك.
احتوت وثيقة عام 1215 م على قسم كبير يسمى الآن بالبند رقم 61 (الوثيقة الأصلية لم تكن مقسمة إلى بنود). بناءً على هذا القسم تأسست لجنة من 25 باروناً لهم أن يجتمعوا في أي وقت وأن يلغوا سلطة الملك إن خالف أحكام الميثاق وأن يجردوه من قلاعه وممتلكاته لو اضطُر الأمر إلى ذلك، بناءً على إجراء قانوني عرف بالمصادرة في العصور الوسطى ولكنه وللمرة الأولى يطبق على حاكم. بالإضافة إلى هذا، فعلى الملك أن يقسم بالولاء لتلك الجنة.
بلغ انعدام الثقة بين الطرفين مبلغه، فما كان الذي سعى البارونات خلفه إلا الإطاحة بالملك، ولم يكن المطالبة بالميثاق سوى حيلة. كان البند رقم 16 تحدٍ بالغ لسلطة جون كملك حاكم. فتوقف عن العمل بموجبه فور خروج البارونات من لندن. وكذلك البابا انسنت الثالث أبطل ما سماه بالاتفاقية المخزية والمهينة المفروضة على الملك بالتهديد والقوة. رفض أي مطالبة بوضع قيود على تصرفات الملك قائلاً بأن ذلك يحط من كرامة جون. فكان يراها إهانة لسلطة الكنيسة التي يخضع لها الملك والأراضي البابوية من إنجلترا وإيرلندا. بكذلك خلّص البابا انسنت الملك جون من القَسَم الذي يوجبه طاعة الاتفاقية. أدرك المتمردون أن الملك جون لن تقيده الماجنا كارتا مطلقاً فأخذوا بالسعي لاستبداله بملك جديد.
انهمكت إنجلترا بحرب أهلية عرفت بحرب البارونات الأولى حيث سعى البارونات “ متصرفين دون شرعية أو وجود مطالبات ” لاستبدال الملك جون بلويس أمير فرنسا.
فشلت الماجنا كارتا كذريعة لتجنب الحرب ورفضها البارونات ولم تكن صالحة قانونياً سوى لمدة ثلاثة أشهر. فلقد كان موت الملك جون عام 1216م هو الذي أنقذ مستقبل الماجنا كارتا.
أسماء المشاركين: 
البارونات والأساقفة ورؤساء الدير الذين كانوا أطرافاً في الماجنا كارتا:
البارونات:
25 باروناً لضمان تنفيذ ميثاق الماجنا كارتا:
1. ويليام دي أووبيجني، لورد قلعة بلفوير.
2. روجر بايقود، إيرل نورتفولك وسوفولك.
3. هيو بايقود، وريث إيرل نورتفولك وسوفلوك.
4. هنري دي بوهن، إيرل هيرفورد.
5. ريتشارد دي كلير، إيرل هيرتفورد.
6. قيلبرت دي كلير، وريث إيرل هيرتفورد.
7. جون فيتزروبرت، لورد قلعة واركورث.
8. روبرت فيتزوالتر، لورد قلعة دونمو.
9. ويليام دي فورتيبس، إيرل ألبيمارل.
10. ويليام هاردل، محافظ مدينة لندن.
11. ويليام دي هنتينقفيلد، والي العدل في نورتفوولك وسوفولوك.
12. جون دي لايسي، لورد قلعة بونتيفراكت.
13. ويليام دي لانفالي، لورد قلعة ستاندوي.
14. ويليام ماليت، والي العدل في سومريست ودورسيت.
15. جيفري دي مانديفيل، إيرل إيسكس وقلوكستر.
16. ويليام مارشال جر، وريث إيرل بيمبروك.
17. روجر دي مونتيبيقون، لورد قلعة هورنبي في لانكاشير.
18. ريتشارد دي مونتفيتشت، بارون.
19. ويليام دي موبراي، لورد قلعة إكسهولم.
20. ريتشارد دي برسي، بارون.
21. سايير\ساهير دي هوينسي، إيرل وينتشستر.
22. روبرت دي روس، لورد قلعة هامليك.
23. جيفري دي سايي، بارون.
24. روبرت دي فيري، وريث إيرل إكسفور.
25. يوستاسي دي فيسش، لورد قلعة النويك.

الأساقفة:
كانوا شاهدين على الوثيقة (و ذكرهم الملك كمستشاريه في اتخاذه قرار توقيع الميثاق):
1. ستيفن لانقتن، رئيس أساقفة كانتبري، كاردينال كنسية روما المقدسة.
2. هنري دي للاوندرس، رئيس أساقفة دبلن.
3. أي، أسقف لندن.
4. جوسلين من ويليز، أسقف باث وويلز.
5. بيتر ديس روتشز، أسقف وينتشستر.
6. هيو دي ويلز، أسقف لنكلن.
7. هيربيرت بور (يعرف أيضاً بروبرت)، أسقف ساليسبري.
8. دبليو، أسقف روشيستر.
9. والتر دي قراي، أسقف ورسيستر.
10. جيفري دي بورقو، أسقف إيلي.
11. هيو دي مابنور، أسقف هيرفورد.
12. ريتشارد بور، أسقف تشيتشيستر (أخ لهيربيرت وروبرت المذكورين أعلاه)
13. دبليو، أسقف إكستر.

رؤساء الدير:
“شاهدون”
1. رئيس دير ساينت إدموندز.
2. رئيس دير ساينت البانز.
3. رئيس دير بيلو.
4. رئيس دير ساينت أوقوستينز في كانتبري.
5. رئيس دير ايفشام.
6. رئيس دير ويستمينستر.
7. رئيس دير بيتربورو.
8. رئيس دير ريدينق.
9. رئيس دير أبينقدون.
10. رئيس دير مالميسبري آبي.
11. رئيس دير وينتشكومب.
12. رئيس دير هايد.
13. رئيس دير تشيرتسي.
14. رئيس دير شيربورن.
15. رئيس دير سيرين.
16. رئيس دير أبوتبير.
17. رئيس دير ميدلتن.
18. رئيس دير سيلبي.
19. رئيس دير سيرنمستر.
20. رئيس دير هارتستاري.
21. آخرون.

ليلويلن العظيم. وكذلك أمراء ويلز الآخرون.
المعلم باندولف، الشمّاس المساعد وعضو آخر من المجلس البابوي.
الأخ أيميريك، سيد فرسان الهيكل في إنجلترا.
الكسندر الثاني من اسكتلندا.

### ماجنا كارتا مدينة تشستر
لم ينطبق ميثاق رونيميد للحريات على مدينة تشستر، التي كانت في ذلك الوقت أرضاً إقطاعية منفصلة. مَنَح الإيرل رانولف ماجنا كارتا من عنده تشابه بعض موادها لتلك في ميثاق رونيميد.

## الميثاق العظيم 1216-1296م

### ميثاق عام 1216م
توج هنري ابن الملك جون البالغ من العمر تسع سنوات ملكاً على إنجلترا في دير جلوستر بالرغم من أن معظم إنجلترا تخضع تحت حكم المغتصب الأمير لويس. أعلن السفير البابوي قوالا بيكتشيزي أن مقاومة لويس والبارونات تعد حرباً مقدسة وكذلك مقاومة الموالون الذين يقودهم ويليام مارشال الذين انضووا تحت لواء الملك الجديد. ترك الإيرل رانولف، إيرل تشستر، الوصاية على العهد لمارشل. فأصدرا مارشل وقوالا ميثاق الحريات باسم الملك مبني على ميثاق رونيميد في 12 نوفمبر عام 1216م كتنازل ملكي محاولةً لتقويض المتمردين. أجريت بعض التعديلات والتغيرات على بعض الأجزاء في الميثاق وأزيلت المادة رقم 61 المشهورة في ميثاق رونيميد برمتها. وصدر الميثاق أيضاً منفصلاً لايرلندا.

### ميثاق عام 1217م، أصول تسمية الماجنا كارتا
عقب نهاية حرب البارونات الأولى ومعاهدة لامبث صدر ميثاق الحريات (Carta libertatum) مجددا بما يتناسب مع عام 1216م، وأجريت عليه تعديلات مرة أخرى وكذلك صدر نسخة منفصلة لايرلندا. مما يستدعي الانتباه أن جزءاً صغيراً من الميثاق الأصلي سيضاف له مواد ليتوسع ويصبح ميثاقاً مكملاً يسمى ميثاق الغابة “The Charter Of The Forest” سيتم الربط بين الميثاقين فيما بعد. استخدم الكتبة آنذاك المصطلح ماجنا كارتا للحريات (Magna Carta Libertatum ماقنا كارتا ليبرتاتوم) للتميز بين الميثاق الكبير والأهم للحريات الفردية عن ميثاق الفورست. استخدم المصطلح ماجنا كارتا للحريات كثيراً في الماضي للإشارة إلى المواثيق السابقة. وما كان يطلق عليه كارتا للحريات (Carta Liberatum) في السابق أصبح يعرف بماجنا كارتا، ليس غير.

### الميثاق العظيم عام 1225م
عندما بلغ الملك هنري الثالث سن الرشد اُستدعي ليصادق المواثيق. أعاد هنري إصدار الماجنا كارتا لتكون هذه المرة نسخةً أصغر من ذي قبل وتحتوي على 37 مادة فقط كتنازلات للحريات مقابل خمسة عشر جزء من الأملاك المنقولة وكذلك صادق ميثاق الفورست. كانت تلك أول نسخة من الميثاق تُسجّل ضمن القانون الإنجليزي. شمل ميثاق الحريات أيضاً على تصريح جديد وهو أن الميثاق صدر أساساً بعشوائية وأن الملك أصدره طوعاً. وفي عام 1227م أعلن هنري الثالث أن كل المواثيق يجب أن تصدر بختمه الخاص ويجب ذكر المسوّغ للمطالبة بها. شكك هذا التصريح في شرعية كل الأمور التي حصلت باسمه أو باسم من كانوا قبله. ولم يصادَق على أي من ميثاقيّ عام 1225 ولم تمنح الأبدية حتى حلول عام 1237م وصدور الكارتا بارفا Carta Parva (الميثاق الصغير - أصدره هنري-).

### الميثاق العظيم عام 1297, لائحة النظام الداخلي
أعاد ملك إنجلترا إدوارد الأول إصدار ميثاقي عام 1225م وعام 1297م مقابل فرض ضرائب جديدة. “ الماجنا كارتا التي أصدرها إدوارد الأول كانت أكثر الإصدارات أهمية، دستورياً " بقيت هذه النسخة في لائحة النظام الداخلي لليوم (مع أن معظم موادها ألغيت الآن – سيتم ذكرها)

## تاريخ الميثاق فيما بعد

### إعادة تصديق الميثاق
ما بين القرن الثالث عشر والقرن الخامس عشر كانت الماجنا كارتا قد صنعت تاريخاً من إعادة تصديقها مراراً. 35 مرة وفقاً لما نقله السير إدوارد كوك ولكن يحتمل أن تصل إلى 45 مرة.

### إلغاء مواد من الميثاق
كانت أول مرة يلغى فيها بند من الماجنا كارتا في عام 1829م وكان البند رقم 26 قد ألغي بموجب قانون الجرائم ضد الفرد (9- جورج الرابع فصل 31 قسم 1). وبانكسار الحصانة التي كان مصوراً أنها تحيط بالوثيقة ألغي تقريباً كل ما ورد في الميثاق على مدى 140 سنة تلت الإلغاء الأول. لم يبقَ سوى البند رقم 1 و9 و29 ما زالت سارية التنفيذ بعد عام 1969م. ألغي معظم البنود في إنجلترا وويلز بموجب قرار التنقيح القانوني للائحة النظام الداخلي.
| رقم البند | قرار الإلغاء |  |
| --------- | --- |  |
| 2         | قرار تنقيح التشريعات الأساسية 1863م قرار تنقيح التشريعات الأساسية (أيرلندا) 1872م                               |  |
| 3         | قرار تنقيح التشريعات الأساسية 1863م قرار تنقيح التشريعات الأساسية (أيرلندا)1872م                                |  |
| 4         | قرار تنقيح التشريعات الأساسية 1863م قرار تنقيح التشريعات الأساسية (أيرلندا)1872م                                |  |
| 5         | قرار تنقيح التشريعات الأساسية 1863م قرار تنقيح التشريعات الأساسية (أيرلندا)1872م                                |  |
| 6         | قرار تنقيح التشريعات الأساسية 1863م قرار تنقيح التشريعات الأساسية (أيرلندا)1872م                                |  |
| 7         | قرار إدارة التركات 1925م وقرار إدارة التركات (أيرلندا الشمالية) 1955م وقرار (إلغاءات) التشريعات الأساسية 1969م. |  |
| 8         | قرار (إلغاءات) التشريعات الأساسية 1969م                                                                         |  |
| 10        | قرار تنقيح التشريعات الأساسية 1948م                                                                             |  |
| 11        | قرار إلغاء قانون أصول محاكمات مدنية 1879م                                                                       |  |
| 12        | قرار إلغاء قانون أصول محاكمات مدنية 1879م                                                                       |  |
| 13        | قرار تنقيح التشريعات الأساسية 1863م قرار تنقيح التشريعات الأساسية (أيرلندا)1872م                                |  |
| 14        | قرار القانون الجنائي 1967م وقرار القانون الجنائي (أيرلندا الشمالية) 1967م                                       |  |
| 15        | قرار (إلغاءات) التشريعات الأساسية 1969م                                                                         |  |
| 16        | قرار (إلغاءات) التشريعات الأساسية 1969م                                                                         |  |
| 17        | قرار تنقيح التشريعات الأساسية 1892م                                                                             |  |
| 18        | قرار ملاحقة الحاكم قضائياً 1947م                                                                                 |  |
| 19        | قرار تنقيح التشريعات الأساسية 1863م قرار تنقيح التشريعات الأساسية (أيرلندا)1872م                                |  |
| 20        | قرار تنقيح التشريعات الأساسية 1863م قرار تنقيح التشريعات الأساسية (أيرلندا)1872م                                |  |
| 21        | قرار تنقيح التشريعات الأساسية 1863م قرار تنقيح التشريعات الأساسية (أيرلندا)1872م                                |  |
| 22        | قرار تنقيح التشريعات الأساسية 1948م                                                                             |  |
| 23        | قرار (إلغاءات) التشريعات الأساسية 1996م                                                                         |  |
| 24        | قرار تنقيح التشريعات الأساسية 1863م قرار تنقيح التشريعات الأساسية (أيرلندا)1872م                                |  |
| 25        | قرار تنقيح التشريعات الأساسية 1948م                                                                             |  |
| 26        | قرار الانتهاكات بحق الفرد 1828م قرار الانتهاكات بحق الفرد (أيرلندا) 1829م                                       |  |
| 27        | قرار تنقيح التشريعات الأساسية 1863م قرار تنقيح التشريعات الأساسية (أيرلندا)1872م                                |  |
| 28        | قرار تنقيح التشريعات الأساسية 1863م قرار تنقيح التشريعات الأساسية (أيرلندا)1872م                                |  |
| 30        | قرار (إلغاءات) التشريعات الأساسية 1969م                                                                         |  |
| 31        | قرار تنقيح التشريعات الأساسية 1863م قرار تنقيح التشريعات الأساسية (أيرلندا)1872م                                |  |
| 32        | قرار تنقيح التشريعات الأساسية 1887م                                                                             |  |
| 33        | قرار تنقيح التشريعات الأساسية 1863م قرار تنقيح التشريعات الأساسية (أيرلندا)1872م                                |  |
| 34        | قرار تنقيح التشريعات الأساسية 1863م قرار تنقيح التشريعات الأساسية (أيرلندا)1872م                                |  |
| 35        | قرار أولياء العدل 1887م                                                                                         |  |
| 36        | قرار تنقيح التشريعات الأساسية 1863م قرار تنقيح التشريعات الأساسية (أيرلندا)1872م                                |  |
| 37        | قرار تنقيح التشريعات الأساسية 1863م قرار تنقيح التشريعات الأساسية (أيرلندا)1872م                                |  |

## المحتوى
مقطع كبير من الماجنا كارتا، تقريباً نقل كلمة بكلمة، من ميثاق الحريات الذي أصدره هنري الأول عندما اعتلى العرش عام 1100م. والذي قال فيه أنه سيحترم حقوقاً معينة للكنيسة وللبارونات. على سبيل المثال، ألّا يجبر الورثة على دفع رسوم عند حصولهم على الورث.

### حقوق سارية التنفيذ حتى اليوم
الماجنا كارتا حقوقاً تعرف بالهبيس كوربس (حق المثول أمام القضاء- الأمر بالمثول أمام القضاء)بموجب البند رقم 36 و38 و39 و40 في الميثاق. كانت هناك حقوق تشابه هذه قبل الماجنا كارتا، وكانت هناك وثائق لها نفس التأثير قد أصدرت منذ القرن الثاني عشر. ولكن الماجنا كارتا كانت أول من وثّقت الاعتراف ملكي خطّياً.
و لأن ميثاق عام 1297 أحدث نسخة فهو ما زال ساري التنفيذ في قانون إنجلترا وويلز وفي ميثاق عام 1297 (يختلف فيه المحتوى والتعداد نوعاً عن ميثاق 1215م) يضمن البند الأول حرية الكنسية الإنجليزية. وبالرغم من أن هذا كان يعني في الأصل حرية الكنيسة من الملك، إلّا أن ذلك فسـّر تفسيراً مختلفاً في التاريخ فيما بعد (سيأتي ذكره لاحقاً). البند رقم 9 يضمن الحريات العريقة لمدينة لندن والبند رقم 29 يضمن حق الحصول على محاكمة مشروعة.
أولاً لقد عاهدنا الله وبموجب هذا الميثاق الذي صادقنا، لنا ولورثتنا إلى الأبد، أن تكون كنيسة إنجلترا حرة وتحصّن كل حقوقها وحرياتها. ومنحنا أيضاً جميع رجال وطننا الأحرار، لنا ولورثتنا إلى الأبد، هذه الحريات مكفولة لهم ولورثتهم لينعموا ويلتزموا بها.
تاسعاً، تحصل مدينة لندن على حقها من الحريات وممارسة عاداتها القديمة التي كانت تمارسها في السابق ونمنح كل المدن الأخرى وتلك ذات الحكم المحلي منها والبلدات والموانئ الخمسة للبارونات وجميع الموانئ الأخرى حرياتها وممارسة عاداتها بحرية.
تسعة وعشرين، لن يحتجز أي رجل حر أو يسجن أو تنتزع أملاكه أو حرياتها أو حقه في ممارسة عاداته بحرية أو يلاحق قانونياً أو يتعرض لأي شكل من أشكال الضرر. ولن نصدر حكم في حقه أو يدان إلا بحكم شرعي يأتي به أقرانه أو قانون البلاد. لن نخدع أي رجل ولن نحرمه العدالة أو حقوقه ولن نؤجلها.

### حقوق إقطاعية ما زالت باقية في ميثاق عام 1225م
كان هناك عدد من البنود في ميثاق عام 1225م لم تكن سارية المفعول وليس لها مكان في عالم تخطى زمن النظام الإقطاعي. تشير البنود من رقم 2 وحتى البند رقم 7 إلى الرسوم الإقطاعية في حالة الوفاة، حيث تحدد هذه البنود المبالغ والأحكام التي تطبق على وارث الإقطاع القاصر أو في حال الأرامل. يوجب البند رقم 23 على عدم إجبار بلدةٍ أو فرد ببناء جسر فوق نهر. ويطالب البند رقم 33 بإزالة مصائد الأسماك. ويدرج البند رقم 43 حكماً خاصاً للضريبة على العقارات التي أعيدت لملّاكها السابقين وأما بند رقم 44 جاء بالنص على أن قانون الغابة Forest Law يشمل فقط من كان في غابة الملك.
حقوق إقطاعية لم ترد في ميثاق عام 1225م:
بعض الأحكام لا علاقة لها بالعالم اليوم لأنها حقوق إقطاعية ولم يتضمنها ميثاق عام 1225 حتى. فالبنود من رقم 9 وحتى رقم 12 ومن رقم 14 وحتى رقم 16 ومن رقم 25 حتى رقم 26 كلها تتعلق بالدَّين والضرائب ويتعلق البند رقم 27 في حالة عدم وجود وصيّة.
تنص البنود الأخرى على منع أي أحد من تملك أرض بالدين إلّا إن كان هذا سبيله الوحيد. وأن الورثة القصّر والأرامل يجب ألّا يدفعون فائدة على القروض التي ورثوها. وستظل الإيجارات في المحافظات على نفس مبالغها القديمة. وأن الحكومة تأخذ فقط القيمة التي لم تسدد من القرض، وأن المساعدة يجب أن تكون معقولة (الضرائب التي تؤخذ في حال وقوع حرب أو أي طارئ آخر) وأن الجزية (حرفياً تعني مبلغ الحماية، المبلغ الذي يدفع عوضاً عن الخدمة الفعلية في الجيش وتستعمل لتمويل الحرب) لا تجمع إلا بموافقة الملك.
ينص البند رقم 14 على أن موافقة الملك المشتركة يجب أن تؤخذ من مجلس مكون من كبار الأساقفة والأساقفة والإيرلات وكبار البارونات. وأصبح هذا المجلس يعرف بالمجلس العظيم وظهر بظهوره أول برلمان.

### الحقوق القضائية
سمح البنود من رقم 17 وحتى رقم 22 بوجود محكمة عدل ثابتة والتي أصبحت فيما بعد بدار العدل، وتحدد البنود أيضاً نطاق الجلسات القضائية في المحافظة وتكرارها. وتنص أيضاً على أن الغرامات يجب أن تتناسب مع المخالفة بحيث يجب ألّا تتأثر بالخاصية الكنسية في محاكمات رجال الدِّين، وتنص على أن أفراد الشعب يحاكمهم أقرانهم. يظن العديد أن هذا أدى إلى ظهور المحاكمات التي تكون أمام قاضٍ وهيئة المحلفين ولكن ظهورها الوحيد في العالم الحديث كان من حق اللوردات في المحاكمات الجنائية التي تكون للمرة الأولى في مجلس اللوردات (ألغي ذلك عام 1948م).
ينص البند رقم 24 على أن المسئولون الحكوميون يجب ألّا ينصبوا أنفسهم قضاة في المحاكمات الجنائية. يمنع البند رقم 34 استرداد الأملاك إلا بوثيقة مطالبة رسمية (writ precipe). تنص البنود من رقم 36 وحتى 38 على أن وثائق الوفاة ووثائق التعرض لبتر الأطراف تعطى مجاناً وتنص على السماح للفرد باستخدام القوة عند وجود مبرر لحماية أراضيه وتنص على ألّا يحاكم الشخص بناءً على أقواله وحده فقط.
تعرّف البنود رقم 36 و38 و39 و40 جميعها ما هو حق الهبيس كوربس (المثول أمام القضاء). فالبند رقم 35 يطالب المحاكم بالقيام بالتحريات عن مكان سجين هارب دون فرض أي رسوم. والبند رقم 37 يفرض عدم محاكمة أي شخص لمجرد أن مسئولا طلب بهذا. والبند رقم 39 يعطي المحاكم حقٌ محصور لها فقط بمعاقبة من شاءت. أما البند رقم 40 فيمنع تأخير إحقاق العدالة أو خيانتها. أزيلا كل من البندين رقم 36 و38 من الميثاق إصدار عام 1225م ولكن أعيد نصهما في إصدارات جاءت لاحقاً. ونفذ حق الهبيس كوربس للمرة الأولى بصيغته هذه في المحاكم عام 1305م.
ينص البند رقم 54 على ألّا يسجن أي رجل بناء على شهادة امرأة إلا في حالة وفاة زوجها.

### مكافحة الفساد والتجارة النزيهة
ينص البندان رقمي 28 و32 على منع أي ضابط ملكي من أخذ أي سلعة مثل الحبوب والخشب أو أن يستعمل وسيلة مواصلات دون أن يدفع لها مقابلاً أو أن يحصل على الموافقة وألّا يجبر فارساً على الدفع مقابل عمل يستطيع الفارس أن يقوم به بنفسه. وينص كذلك على أنه يجب على الملك إعادة الأراضي المصادرة من الجناة في مدة أقصاها سنة وعام
يضع البند رقم 35 لائحة تحتوي على الإجراءات المعيارية ويضمن كل من البندين رقم 41 و42 سلامة التجار الأجانب وضمان حقهم في دخول البلاد والخروج منها.
ينص البند رقم 45 على أنه يجب على الملك أن يعيّن من الضباط الملكيين فقط من كان مناسباً للمنصب. وفسّرت المحكمة العليا بكاليفورنيا في الولايات المتحدة هذا البند عام 1974م بأنه يضع متطلباً في القانون العام يفيد بأن المدعى عليه الذي يواجه عقوبة حبس محتملة مخولٌ للحصول على محاكمة يشرف عليها قاضٍ متمرس قانونياً.
و يكفل البند رقم 46 للأديرة الحماية.

### الأحكام المؤقتة
كانت بعض الأحكام قد وضعت للتنفيذ الفوري والبعض الآخر كانت غير موجودة في الإصدارات التي ظهرت لاحقاً من الميثاق. يلغي البندان رقمي 47 و48 معظم قانون الغابة (Forest Law)- التي أزيلت من الماجنا كارتا ووضعت في ميثاق آخر منفصل يعرف بميثاق الغابة (The Forest Charter). تكفل البنود رقم 49 ومن الرقم 52 إلى الرقم 53 ومن الرقم 55 حتى الرقم 59 إرجاع ما أخد في عهد الملك جون من رهائن وأراضٍ وغرامات.
تنص المادة رقم 50 على ألّا يصبح أي فرد من عائلة دي آثي d’Athee ضابطاً ملكياً. وتطلب المادة رقم 51 من الفرسان الأجانب والمرتزقة مغادرة البلاد.
تكفل المادة رقم 60 و62 و63 تطبيق الميثاق ومتابعته وأن الملك ملزم بالميثاق هو وورثته إلى الأبد. ولكن هذا قُدّر له أن يعتمد على كل ملك يعقب في تولي الحكم ومصادقته للميثاق بختمه الخاص.

### اليهود في إنجلترا
احتوت الماجنا كارتا على مادتين تخصا إقراض المال واليهود في إنجلترا. أوجدت علاقة اليهود بإقراض المال حقداً عند المسيحيين لأن الكنيسة حرّمت الربا فكان يعد خطيئة ويعاقب عليه بالحرمان من الكنيسة بالرغم من أن اليهود وغير المسيحيين لا يشملهم عقاب الحرمان من الكنيسة ولذلك كانوا في وضع قانوني غامض. القادة العلمانيون تقبلوا تعامل اليهود بالربا على عكس الكنيسة لأنها تعطيهم الفرصة لتحقيق ثراء شخصي. أدى ذلك إلى وضع قانوني معقد. المستدينون يحاولون مراراً أن يحضروا الدائنون اليهود ليحتكموا في محاكم الكنيسة حيث سينظر إلى الدين كدين غير شرعي. واليهود يحاولون أن يحضروا المستدينون منهم إلى محاكم علمانية حيث سترد لهم القرض والفائدة. غالباً ما تصبح العلاقة بين الدائن والمستدين سيئة جداً. كانت هناك محاولات عديدة على مر العصور لحل هذه المسألة. تحتوي الماجنا كارتا على مثال واحدة لقاعدة قانونية تعود لذلك الوقت فيما يخص هذه المسألة:
إن اقترض أحدٌ من يهودي أي مبلغ من المال، قليلاً كان أم كثير، وتوفي قبل أن يسدده والوريث كان قاصراً فلا تدفع الفائدة لهذا الدين طالما أنه لم يبغ سن الرشد كائناً من يكن الدائن. وإن وقع الدين في ذمتنا فلن نقبل منه سوى المبلغ الأساسي الذي يحتوي عليه المستند. وإن توفي أحد وهو مستدين من يهودي فسيكون لزوجته مهرها ولن تسدد شيئاً من ذلك الدين. وإن كان للمتوفى أطفال فسيتم تزويدهم باللوازم التي يحتاجونها للمحافظة على أملاك المتوفى وسيدفع الدين من ما يتبقى من المال بعد ذلك وتؤخذ على كل حال مستحق الخدمة للوردات الإقطاعيين. وبهذا النمط تحل مسائل الديون المستحقة للآخرين غير اليهود.
بعد أن أبطل البابا ميثاق الماجنا كارتا لعام 1215م لم يأتِ أي ذكر لليهود في الإصدارات التي جاءت لاحقاً.

### المجلس العظيم
ثمرة دستورية طويلة المدى من البندين رقم 14 و61 اللتان سمحتا بإقامة مجلس مكون من أكثر رجال الدولة نفوذاً لمنفعة البلاد وليس لإظهار الولاء للحاكم. يُسمَح لأعضاء المجلس بنقض يمين الولاء التي أقسموها للملك في الظروف الملحّة وأن يتعهدوا للولاء للمجلس وليس للملك في حالات معينة. كان مجلس العموم مسئولاً عن فرض الضرائب بالرغم من أنه لم يوجد أي ممثلين العامة في هذا المجلس وكان الأعضاء ملزمين بالقرارات التي تصدر في غيابهم. كان مجلس العموم والذي سمي لاحقاً بالمجلس العظيم نموذجاً أولياً لبرلمان إنجلترا.
وُجد المجلس العظيم ليقدم مداخلات فيما يتعلق بالمملكة ككل. ولم يتمكن من التدخل في إدارة الجزية حتى عام 1258م عندما غرق هنري الثالث في الدين أثناء حربه مع سيسلي من أجل البابا. وافق البارونات على الضريبة مقابل أن يحصلوا على عملية إصلاح وهذا أدى إلى ظهور أحكام أوكسفورد Provisions of Oxfords. ولكن هنري حصل على وثيقة بابوية تسمح له بالتخلي عن هذه الأحكام وفي عام 1262م أمر الضباط الملكيين بتجاهلها وأن يلتزموا بطاعة الماجنا كارتا فقط. ثار البارونات واستولوا على أبراج لندن والموانئ الخمسة موانئ سينك وجلوستر. استسلم الملك في البداية ولكن قام لويس التاسع حاكم فرنسا بفصل النزاع لصالح هنري وبذلك حطّم هنري المتمردون. قام هنري لاحقاً ببعض التنازلات، فسن لائحة النظام الداخلي الأساسي لمارلبورو Statute of Marlborough عام 1267م التي جعلت وثائق انتهاك الماجنا كارتا تعطى بالمجان لتتيح لأي أحد أن يتقدم ويطبق الميثاق.
ضَمن هذا مكانة المجلس العظيم إلى الأبد ولكن نفوذ المجلس ما زالت محدودة للغاية. التقى أعضاء المجلس في الأساس ثلاث مرات في السنة وكان كذلك تابعاً لمجلس الملك الذي يسمى كوريا ريجيس Curiae Regis (في اللاتينية تعني المجلس الملكي) والذي يتبع الملك أينما حل على عكس المجلس العظيم.
لكن كان المجلس بطريقةٍ أو بأخرى الشكل البدائي للبرلمان وكان لديه القدرة على عقد اجتماعات بعيداً عن حكم الملك ولم يكن أعضاؤه من تعيين الملك. بينما كانت الحكومة التنفيذية تنحدر من الكوريا ريجيس فلقد كان البرلمان ينحدر من المجلس العظيم والذي سمي لاحقاً بالبرلمانتوم (باللاتينية parliamentum). لقد كان المجلس العظيم مختلف اختلافاً كبيراً عن البرلمان في العصر الحديث. ولم يكن فيه أي فارس أو أحد من العموم وكان يتكون من أكثر الرجال نفوذاً وليس من مواطنين منتخبين.
كان للماجنا كارتا أثر بسيط على التطور اللاحق للبرلمان حتى جاء عهد التيودر. فحضر الفرسان ونواب المحافظات المجلس العظيم (برلمان سيمون دي مونتفورت) وأضحى المجلس مليئاً بالنواب على طراز برلمان إدوارد الأول الذي تضمن فارسين من كل محافظة ومواطنين من كل مدينة ذات حكم محلي ومواطنين من كل مدينة أخرى. كان العموم مفصولين عن اللوردات في عام 1341م وأعيد الاعتراف بانحصار العموم في حق الموافقة على الضرائب عام 1407م (بناءً على حكم مسحوب من الماجنا كارتا) بالرغم من أنه لم يكن ساري التنفيذ في ذلك الوقت. أعطيت السلطة التي كانت معطاة للمجلس العظيم لمجلس العموم بموجب بند في الماجنا كارتا (بالرغم من أنه سُحِب). ولكن الماجنا كارتا أصبحت أمراً منسياً لحوالي قرن من الزمان حتى قدم التودريون.

## الحقبة التي تلت العصور الوسطى
كانت الماجنا كارتا أول ما ذكر في كتب النظام الداخلي الأساسي. ولكن بعد عام 1472م لم يرد ذكرها لمدة تقارب مئة عام. فكان جهل شديد بأمر الوثيقة قد عم. ومن كانوا يعلمون بوجودها كانوا يخبرون قصصاً عن حاكم خير أجبره بابا مضطرب وبارونات متمردين ليحصلوا على خيال حرياتٍ ظاهرية وأنها كانت نتاج تمرد جائر على السلطة الحقيقية الوحيدة المتمثلة بالملك. كان يُنظر إلى الماجنا كارتا الأصلية كمستند عتيق من أصول مبهمة لا دخل لها بعهد التيودر. لم يأت أي ذكر للميثاق في مسرحية شكسبير: الملك جون، ولكنها ركزت على اغتيال آرثر. لقد اعتقدوا بأن الميثاق في كتب النظام الداخلي الأساسي يرجع لعهد الملك هنري الثالث، وكان اعتقادهم صحيحاً.

### الانتفاعات الأول من الميثاق كوثيقة للحقوق
استعملت لائحة النظام الداخلي الأساسي كثيراً في عهد هنري السابع ولكن لم يروا ما يميزه عن غيره فبإمكانهم تعديله وإزالة بعض بنوده. ولكن لاحقاً في هذا العهد أعلن اللورد تريجرر The Lord Treasurer في الغرفة النجمة (ستار تشامبر The Star Chamber) أن العديد فقدوا حياتهم في حروب البارونات من أجل الحريات التي يكفلها الميثاق وبناءً على هذا، يجب ألّا يصرف النظر عنها باعتبارها لائحة نظام داخلي أساسي عادي ومعتاد عليه.
حرصت الكنيسة على أن ينفَّذ البند الأول من الميثاق لتحمي نفسها من هجمات الملك هنري ولكنه قول لم يلاق تصديقاً. حاول فرانسيس بيكون فرانسيس بيكون لأول مرة استعمال البند رقم 39 ليضمن حصوله على محاكمة مشروعة في قضيته.
بالرغم من أن الماجنا كارتا أعيدت لها الحياة لتستخدم من جديد في القانون العام إلّا أنه لم ينظر لها (كما حدث لاحقاً) كمجموعة من الحريات الراسخة تكفل للشعب الحماية من الملك والحكومة. فلقد كانت نظام تشريعي عادي يوفر مستوى معين من الحريات معظمها لا يُعول عليه أي شيء، فكيف بالحماية من الملك ؟ لذا كان للميثاق أثر بسيط على نظام الحكم في بداية عهد التودريون. بالرغم من أن البرلمان العادي نبع من الميثاق إلّا أنه عند هذه المرحلة تدبر البرلمان بسط نفوذ سلطته لتتعدى بداياته المتواضعة. لم يكن للميثاق أثراً حقيقياً حتى جاء عصر الملك إليزابيث عام 1558م - 1603م

### تفسيرات جديدة للميثاق
في عصر الملكة إليزابيث كانت إنجلترا تشق طريقها إلى أقوى سلطة في أوروبا.ففي الجامعات، كانت هناك محاولات جادة لكن عقيمة لإثبات أن أصول البرلمان تعود إلى الرومانيين. تم “الكشف” مجدداً عن الأحداث التي حصلت في رونيميد عام 1215م ليجعل إثبات وجود البرلمان في العصر القديم ممكناً وصارت الماجنا كارتا مرادفة لفكرة مجلس قديم تعود أصوله إلى الحكومة الرومانية.
فُسّر الميثاق على أنه محاولة للعودة إلى وضع الأشياء كما كانت قبل عهد النورمانيين. رأى التودريون أن الميثاق دليل على أن طريقة حكمهم وجدت مند القدم وأن النورمانيون كانوا مثل مدة استراحة قصيرة من الحرية والديمقراطية. هذا الزعم يواجه تشكيكاً عند بعض الأوساط ولكنه يشرح كيف أن الماجنا كارتا أصبح يتلفت إليها كوثيقة هامة.
شغلت الماجنا كارتا عقول القانونيين مرة أخرى وبدأت تصوغ كيف تدار الحكومة. وسرعان ما صار ينظر لها ككيان راسخ. وفي محاكمة آرثر هال Arthur Hall لتشكيكه في وجود المجلس قديماً كانت أحد الجرائم الموجهة إليه هي هجومه على الماجنا كارتا.

### آراء إدوارد كوك
فسّر الباحث القانوني إدوارد كوك إدوارد كوك الماجنا كارتا على أنها لا تطبق فقط لحماية النبلاء ولكن لحماية كافة رعايا الملك على حد سواء.
من أول الباحثين القانونيين المحترمين الذي كتبوا بشغف عن الميثاق العظيم هو إدوارد كوك. تأثر بالطريقة التي صورت بها الماجنا كارتا في عهد التودريون وآل ستيوارت بالرغم من أن وجهات نظره لاقت تحديات خلال حياته من اللورد إيلسمير Lord Ellesmere وفي وقت لاحق في نفس القرن من روبرت برادي Robert Brady. استند كوك إلى الميثاق الذي صدر عام 1225م.
و قال المؤرخ جي سي هولت J. C. Holt أن كوك أعطى الماجنا كارتا تفسيراً جديداً أو خاطئاً حيث غيّر معنى بنودها بما لا يتناسب مع العصر ومن دون تمحيص. فهو قد فسّر الحريات على أن تكون هي نفسها حرية الفرد. ولكن جي سي هولت يعذر أخطاء كوك لأن الميثاق نفسه وتاريخه أصبح “محرفا”.
كان كوك وسيلة في تشكيل عريضة الحقوق عريضة الحقوق والتي كانت مهمة لحريات الماجنا كارتا. وخلال نقاشات حول القضية سعى كوك علانية بأن ينكر حقوق الملك المهيمنة بقوله أن “ الماجنا كارتا كانت لتضمن أن الملك لا يحصل على أي هيمنة” لقد آمن بأن النظام الداخلي الأساسي كان له السلطة المطلقة وليس للملك

## ستيوارت الأوائل وزمن الحرب الأهلية

### دورٌ في اندلاع الحرب الأهلية
و بمجيء عهد آل ستيوارت عام 1603م كانت الماجنا كارتا قد اكتسبت مكانة أسطورية بين محبيها وكانت تعد ممثلة للعصر الذهبي وللحريات الإنجليزية التي وجدت قبل اجتياح النورمان. في حال إن كان هذا العصر الذهبي موجوداً حقاً أم لا فهذا مفتوح للنقاش. بغض النظر عن ذلك، ينظر أولئك الذين اقترحوا تطبيق الماجنا كارتا في القانون الإنجليزي إلى أنفسهم بأنهم يقودون إنجلترا إلى كيف كانت شئون الدولة تدار قبل قدوم النورمان. لكن ما كان حقيقياً هو أن ذلك العصر كان حيًّا في قلوب شعب هذا الزمان. لم تنبع أهمية الماجنا كارتا من الحريات التي منحتها ولكن فقط من أنها دليلٌ على ما جاء في السابق. الكثير من المفكرين العظماء مجّدوا الميثاق تمجيداً مؤثراً. وبحلول القرن السابع عشر كان كوك يتكلم عن الميثاق بوصفه أنه طريقة لا غنى عنها للحد من سلطة الحاكم. وكان هذا مبدأ ذو شعبية في عصر آل ستيوارت حين كان الملوك يطالبون بحقهم الإلهي Divine Right وكانوا في اعتقاد رعاياهم يسعون نحو حكم مطلق.
لم يكن محتوى الميثاق هو ما جعله ذو أهمية كبيرة في تاريخ إنجلترا ولكن كيف كان يصّور في عقول الشعب. بدأ هذا في زمن آل ستيوارت بالتأكيد حيث مثّل الميثاق الكثير مما لم يكن موجوداً في الميثاق نفسه. أولاً، استخدم للمطالبة بالحريات من الحكومة بوجه عام وليس فقط من الحاكم وضباطه. ثانياً، يدل الميثاق على أن القوانين والحريات في إنجلترا والبرلمان على وجه الخصوص يعود تاريخها إلى زمن قديم. ثالثاً، أنه لم يكن عادلاً فقط بل وشرعياً أيضاً لانتزاع أي ملك يخالف القانون.
لذلك السبب الأخير بدأت الماجنا كارتا تمثل خطراً للعرش. أمرت إليزابيث إيقاف مذكرة من المرور بالبرلمان كانت ستعيد التأكيد على شرعية الميثاق. وطلب تشارلز الأول منع كتاب كان كوك ينوي نشره حول الماجنا كارتا. أخذت نفوذ البرلمان تتسع وعند وفاة كوك أمر البرلمان بتفتيش منزله واستردت المخطوطات ونشر كتابه عام 1642م (في نهاية حكم تشارلز الأول الفردي Personal Rule.) شرع البرلمان في النظر إلى الماجنا كارتا على أنها أفضل السبل للحصول على سيادة تفوق سيادة الحاكم وبدءوا يصرحون بأنهم الحماة الباقون لهذه الحقوق -الأساسية منها والقديمة- الموجودة في الميثاق.
و خلال القرون الأربع منذ أن خدم الميثاق في إقامة البرلمان اتسعت نفوذه ليتعدى الحد الذي نشأ عنده في الأصل والذي كان فقط من أجل أن يحصل الملك على موافقتهم ليرفع مبلغ الجزية. أصبح البرلمان الجهة الوحيدة التي يسمح لها برفع الضرائب وهو حق ينحدر من ميثاق عام 1215م ولكن لم يكن يكفله لأنه أزيل من إصدار عام 1225م. اتسع نفوذ قوة البرلمان اتساعاً بالغاً لدرجة أن الميثاق استعمله من كان يريد الحد من نفوذ البرلمان (لأنه عضو جديد للحاكم) واستعمله من كان يريد للبرلمان أن ينافس سلطة الملك (كمجموعة من المبادئ تعهد البرلمان بالدفاع عنها ضد الملك). عندما أصبح من الواضح أن بعض من الشعب أراد الحد من نفوذ البرلمان قائلين بأنه مساوٍ للحاكم قام البرلمان بالزعم بأن للبرلمان فقط الحق بتفسير الميثاق.
كانت هذه خطوة مهمة حيث للمرة الأولى يصف فيها البرلمان نفسه كجهة فوق القانون بينما كان أحد الأصول الأساسية في القانون الإنجليزي أن الكل يلتزم بالقانون من قضاء وبرلمان وحاكم وكنيسة بالرغم من اختلاف الأبعاد. زعم البرلمان تماماً ما كانت الماجنا كارتا تحاول منع الملك من زعمه وهو ألّا يكون ملتزماً لأي شكل من أشكال السلطة التي تعلوه. وهذا الإدعاء جاء بعد عشر سنوات من وفاة اللورد كوك وهو بالتأكيد لن يتفق معه لأنه كان يقول بأن في الدستور الإنجليزي القانون هو الأسمى وكل الجهات الحكومية تابعة للقانون السامي وهو القانون العام الذي يجسده الميثاق العظيم. النقاشات الأولى حول السيادة البرلمانية لم تتضمن الميثاق بنقاشاتها إلّا كقانون راسخ وكانت النقاشات تدور فقط حول إن ما كان للبرلمان السلطة التي تخوله لإلغاء الوثيقة.
كان مهما عند البرلمان أن يقدر على الحصول على سلطة تفوق سلطة الملك في النضال الذي كان آتياً. البند رقم 61 من الميثاق يقوض سلطة الملك عبر السماح للشعب بأداء اليمين لمجلس البارونات: “ من أراد في هذه الدولة أن يقسم بطاعة أوامر البارونات الخمسة وعشرين في تطبيق كل الأمور المذكورة سابقاً وأن يقف مع البارونات ليهبنا أقصى قوته فله ذلك. نحن نعطي الأذن بعلانية وحرية لكل من يود أن يؤدي القسم ولن نمنع أحد أبداً”. يسمح البند رقم 61 بمصادرة ممتلكات الملك إن لم يحترم السلام والحريات التي تكفلها الماجنا كارتا. “ للمجتمع المحلي من كل الدولة أن يحجزونا ويضيقوا علينا معاً بكل طريقة ممكنة أي عبر مصادرة قلاعنا وأراضينا وممتلكاتنا وكل ما استطاعوه (تاركين فقط شخصنا والملكة وأبناؤنا) حتى يروا أنهم ناولوا تعويضاً.و بعد أن يتحقق الرضا يجب أن يعودوا لطاعتنا كما كانوا من قبل” لذا لم تكن هناك حاجة إلى مستوى عالٍ من السلطة للقول بأن التصرف ضد الملك لو عصى قوانين الدولة كان مسموحاً فهذا كان وارداً في الماجنا كارتا منذ خمسمائة عام مضت. استشهد بالماجنا كارتا بالتحديد في عريضة الحقوق كمثال على حقوق قديمة يجب على الملك طاعتها. الملك تشارلز لم يرغب في الموافقة على العريضة وبالرغم من أنه وافق في النهاية إلا أن تصرفاته فيما بعد تفيد بأنه لا يعتبر نفسه ملزما بها (عندما طبّق ضريبة السفن Ship Money Tax حين كان من المفروض أن يعطي البرلمان موافقته على فرض الضريبة)

## محاكمة لاود رئيس الأساقفة
دليل آخر على عظمة الماجنا كارتا تظهر في محاكمة لاود رئيس الأساقفة في عام 1645م. حوكم لاود لمحاولته تقويض قانون إنجلترا إلى جانب كتابته توبيخاً عنيفاً يقول فيه أن الماجنا كارتا كميثاق ظهر على أثر ثورة يجعلها غير صالحة (رأيٌ احتضنه الكثير منذ أقل من قرن مضى عندما كانت الماجنا كارتا “الحقيقية” يعتقد بأنها كانت إصدار عام 1225م وصورت تلك التي صدرت عام 1215م أن صلاحيتها أقل لنفس السبب السابق). لم يكن لاود يحاول أن يقول بأن الماجنا كارتا سيئة، في الحقيقة لقد استخدم الميثاق في مرافعته. قال بأن محاكمته كانت ضد حق الكنيسة بالحرية. (صوّت البرلمان بخروج الأساقفة من البرلمان ليتسنى لهم إصدار حكم برلماني ضده) وهذا يعني أنه لم يمنح الحق بمحاكمة مشروعة وأنهم خالفوا بند رقم 1 والبند رقم 39 في الميثاق. عند هذا الحد كانت الماجنا كارتا قد تعدّت كثيراً النوايا الأصلية التي وجدت لأجلها وكذلك المجلس العظيم قد تطور ليتعدى كونه مجرد جهة كانت تضمن تطبيق بنود الميثاق ليصل إلى مرحلة يكون فيها المجلس العظيم أو البرلمان مرتبطاً بأفكار الحاكم كما وصفت في الميثاق ولذا كان محتملاً ألّا يكون الملك فقط ملزم بالميثاق ولكن البرلمان ملزم به كذلك.

## الحرب الأهلية وفترة خلو العرش من حاكم
بعد حرب الإنجليز الأهلية التي دامت سبع سنوات (1649 - 1642) وبعد أن استسلم الملك وأُعدم، لم تعد الماجنا كارتا تطبق لأنه لم يكن هناك ملك. أتهم اوليفر كرومويل Oliver Cromwell بتدمير الماجنا كارتا وقد ظن الكثير أنه يجب أن يتوج ملكاً لكي تطبق عليه الماجنا كارتا. يزدري كرومويل الماجنا كارتا كثيراً حتى أنه قد وصفها مرةً بالماجنا فارتا (الضراط العظيم) أمام مدّعى عليه سعى للانتفاع منها.
في هذا الوقت المضطرب كان هناك العديد من العلماء النظريين الثوريين وقد وضع العديد منهم نظرياتهم بناءً على الماجنا كارتا، على الأقل في البداية فيما يخص الاعتقاد المضَلِّل بأن الماجنا كارتا تضمن الحرية والمساواة للجميع.

## ليفلرز (Levelers) “الدعاة إلى إلغاء الفوارق الاجتماعية”
آمن الليفلرز في المساواة والحرية للجميع دون تمييز مبني على الطبقة الاجتماعية أو المنصب. كانوا يعتقدون بأن الماجنا كارتا كانت (الكتاب المقدس السياسي) ‘Political Bible’ الذي يجب أن تقدّر أكثر من قانون وألّا يلغيها أحد. كانوا يكنّون للماجنا كارتا تقديراً عاليا لدرجة أنهم رأوا أن كل من “داس عليها بقدميه” (مثل لاود رئيس الأساقفة) يستحقون أن يطلهم هجوماً تاماً. كانوا يحاولون تحقيق ذلك عبر البرلمان ولكن الدعم كان قليلاً حيث كان البرلمان منهمكاً في فرض نفسه فوق الماجنا كارتا. يقول الليفلرز بأن الماجنا كارتا أكبر من أي فرع من فروع الحكومة وهذا أدى إلى ظهور رتب عليا من حركة الليفلرز تندد بالبرلمان. قالوا بأن هدف البرلمان الأساسي ليس حكم الشعب بل حماية الشعب من تطرف الملك وهذا تكفله الماجنا كارتا بالكامل لذا يجب على البرلمان أن يكون تابعاً لها.
بعد الحرب الأهلية، رفض كرومويل دعم حركة الليفلرز ولذا وصف علناً بالخائن للماجنا كارتا. كان يمكن أن ترى أهمية الماجنا كارتا تتجسد تجسداً عظيم في أعين الليفلرز. عُرف جون ليلبرن John Liburne أحد قائدي الحركة بمناصرته العظيمة للميثاق ولذا كان يعرف أيضاً بشرحه هدف الميثاق للعامة من الناس ويكشف عن المعلومات الخاطئة التي تنشر عنها في الصحافة الشائعة في ذلك الوقت. وأحد الاقتباسات لكلامه كانت: “ الأرض والأساس الذي أبني فوقهما حريتي هما الميثاق العظيم لإنجلترا". ولكن لأنه صار واضحاً أن الماجنا كارتا لم تمنح الليفلرز المستوى المطلوب من الحرية فقللت الحركة من مناصرتها لها. قائد آخر من الحركة وهو ويليام والوين William Walwyn ناصر القانون الطبيعي ومذاهب أخرى كمبادئ أساسية في الحركة. السبب الرئيسي لهذا كان لأنه من الواضح أن النية خلف ماجنا كارتا كانت لمنح حقوق للبارونات فقط ولحكومة الأساقفة وليست الحقوق العامة والمساوية التي يطالب بها الليفلرز. ولكن ما كان أيضاً مؤثرا إعادة اكتشاف سبيلمان Supelman لوجود النظام الإقطاعي في وقت الماجنا كارتا التي بدأت تخسر تأثيرها كل يوم في العالم ذلك الوقت. الحق الوحيد الذي استطاع الليفلرز أن يرجعوا أصله إلى عام 1215م وقد يكون عُظّم فوق كل الحقوق الأخرى، كان الحق الذي يكفله بند رقم 39 وهو الحق الحصول على محاكمة مشروعة. أحد الأمور التي اتفق عليها الليفلرز من الاعتقادات الشائعة هو أن الماجنا كارتا كانت محاولة للعودة إلى العصر الخرافي قبل الرومان “العصر الذهبي”.

## ديقرز Diggers (دعاة إلى إنشاء مجتمعات ريفية - تعتمد نمط الحياة الزراعي- بالتساوي)
لم تدعُ كل الجماعات إلى مناصرة الماجنا كارتا. فالديقرز كانوا من الجماعات الاشتراكية الأوَل ودعوا إلى إتاحة الأراضي للجميع للزراعة وما شابهها. وكان جيرارد وينستانلي Gerard Winstanley - قائد الجماعة- يمقت الماجنا كارتا لأنها في نظرة دليل على نفاق في قانون من كانوا قبل النورمانيين حيث أن البرلمان والمحاكم ناصرت الماجنا كارتا ولكن لم يتقيدوا بها هم. ولكن الديقرز يصدّقون بوجود العصر الذهبي قبل النورمانيين وتمنّوا العودة له. وطالبوا بإلغاء كل قوانين زمن النورمان وما قبل النورمان.

## ستيوارت الأواخر

### تشارلز الثاني
قام نظام الكومونولث لمدة قصيرة نسيباً وبعد أن اعتلى تشارلز الثاني العرش عام 1660م أقسم على تطبيق القانون العام والميثاق. وأسس البرلمان ليكون حكومة بريطانيا الاعتيادية مستقلة عن الملك ولكن ليس لها نفوذاً أكبر. ولكن النزاعات القائمة بين مجلسيّ البرلمان حول الميثاق أبعد من أن تكون قد انتهت بل أخذت طراز النزاع للحصول على السيادة.

## داخل البرلمان
في عام 1664م استولت البحرية البريطانية على أراض في أمريكا وأفريقيا تعود ملكيتها لهولندا مما أدى إلى حرب واسعة مع هولندا سنة 1665م. قاوم رئيس مجلس اللوردات، إدوارد لورد كلارندن Edward Lord Clarendon، إقامة حلف مع الأسبانيون والسويديون ليبقي على علاقته مع الفرنسيين والذين كانوا حلفاء مع الهولنديين. انعدام سياسة التماسك هذه أدت إلى الحرب الإنجليزية-الهولندية الثانية Secong Anglo-Dutch War (1667 - 1665). أحرق الهولنديون السفن في أرصفتها في مدينة تشاثام تشاتهام (توضيح) وألقي اللوم على كلارندن وطالب مجلس العموم بمقاضاته أمام مجلس اللوردات ولكن اللوردات رفضوا واستشهدوا بمتطلبات المحاكمة المشروعة في الميثاق ليعطوا كلاردون الوقت الذي يحتاجه ليهرب إلى أوروبا.
أحداث مشابهة لتلك حدثت مرة أخرى عام 1678م حيث طلب مجلس العموم من مجلس اللوردات مقاضاة توماس لورد دانبس Thomas Lord Danby بتهمة التآخي مع الفرنسيين لكن رفض مجلس اللوردات كما فعلوا مع كلارندن مستشهدين بالماجنا كارتا وبسيادتهم بصفتهم المجلس الأعلى. قبل أن ينتهي الشجار قام تشارلز بحل البرلمان. وعندما أعيد تشكيل البرلمان عام 1681م حاول مجلس العموم مجدداً مقاضاة اللوردات عنوةً وهذه المرة كان المتهم إيدوارد فيتزهاريس Edward Fitzharris لتشهيره بالملك حين كتب عن تورطه في مكيدة بابوية مع فرنسا تتضمن إلغاء الماجنا كارتا. ولكن اللوردات شككوا في صحة هذا الإدعاء ورفضوا محاكمة فريتزهاريس متعذرين بأن الماجنا كارتا تنص على أن الجميع يجب أن يمنح محاكمة مشروعة وبذلك يجب أن تتم محاكمة اللورد في محكمة دنيا أولاً. هذه المرة حاجج العموم اللوردات بأنهم هم من منعوا تحقيق العدالة التي ينصّها البند رقم 39 وأن العموم لهم الحق بالاستشهاد بالماجنا كارتا كما يفعل اللوردات. وقبل الوصول إلى نهاية هذا النزاع قام تشارلز بحل البرلمان مرة أخرى ليخدم غاياته الشخصية أولاً ولكي يخلص نفسه من برلمان يميني مسيطر. تمت محاكمة فريتزهاريس في محكمة عادية (مقعد الملك The King’s Bench) وأدين بالخيانة وتم إعدامه. واُستخدم الميثاق مرة أخرى كما نرى على عكس ما تنصه أحكام محتواه ومن أن يكون ممثلاً للعدالة فقط. زعم كل مجلس بأن الميثاق يدعم سيادته تحت البند رقم 39 ولكن سيادة الملك كانت أعظم من أن يتقدم أي من المجلسين ليكون الأكثر نفوذاً على الإطلاق.

## خارج البرلمان
استمر النزاع خارج قصر ويستمنيستر. ففي عام 1667م قام لورد كيلينج Lord Keeling، رئيس المحكمة الملكية وعضو مهم في مجلس اللوردات، بإجبار هيئة المحلفين الكبرى بسومرسيتشير Somersetshire بالتراجع عن حكمهم في جريمة قتل عندما أرادوا التراجع عن حكمهم في قضية قتل غير متعمد. ولكن أكبر جرائمه في نظر مجلس العموم كانت عندما عارضت هيئة المحلفين مستندين إلى الماجنا كارتا تهكّم اللورد كيلينج قائلاً: “ الضراط العظيم ! مالنا وهذه من شأن ؟ “ ثارت ثائرة العموم لإساءته للميثاق واتهموه بتعريض حريات الشعب للخطر. قال اللوردات بأنه كان فقط يشير إلى عدم ملائمة الميثاق للقضية وقام كيلينج بالاعتذار على أية حال. وفي عام 1681م أدان مجلس العموم اللورد سكروجز Lord Scroggs، رئيس المحكمة الملكية التالي لكيلينج، أولاً لأنه كان قاسٍ جداً في المحاكمات المدعوة بـ”محاكمات المكيدة البابوية” وثانياً لعزله لهيئة محلفين أخرى من ميدلسيكس Middlesex ليحمي دوق يورك من الإدانة، وهو الأخ الكاثوليكي الأصغر للملك الذي صار لاحقاً الملك جيمس الثاني. ومرة أخرى قام تشارلز بحل البرلمان قبل أن يتمكن العموم من الطعن في سكروجز وأعفاه من منصبه وصرف له معاشاً مقبولا. وتدخل الملك قبل أن يستطيع مجلس العموم من أن يفرضوا سيادتهم على اللوردات واثبت لهم أنه لا يزال صاحب السيادة العليا في الحكومة. ولكن بدأ الأمر يتضح أن مجلس العموم هو الفرع الأول للحكومة ولقد استخدموا الميثاق بقدر استطاعتهم ليحققوا هذه الغاية.

## سيادة مجلس العموم
لم تكن تلك نهاية الصراع. ففي عام 1679م أقر مجلس العموم قانون الهبيس كوربيس لعام 1679م Habeas Corpus Act of 1679 مما قلل كثيراً من سلطة الحاكم. أقر أغلبية قليلة في مجلس اللوردات القانون حيث يمكن القول أن هذا جعل من مجلس العموم ذو السيادة الأعلى. هذه المرة الأولى منذ أن كان للميثاق أهمية عظمى التي تعترف فيها الحكومة بأن الحقوق التي يكفلها الميثاق لا تكفي. لكن هذا لم يجرد الميثاق مكانته كرمز للقانون في العصر الذهبي وأساس القانون العام.
لم يمضي وقت طويل حتى بدأ التشكيك في الميثاق وبعدها مباشرةً قام السير ماثيو هيل Sir Matthew Hale بتقديم المذهب الجديد للقانون العام المبني على مبدأ أن الحاكم يضع كل القوانين (يتضمن مع الملك حكومة مجلس الوزراء في ذلك السياق) ولا يتلازم إلّا بالقوانين الربانية، وأوضح بأن الميثاق لعام 1225 يلغي ميثاق عام 1215م عملياً مما يقوض فكرة أن لا مجال للطعن في الميثاق ومما يزيد التصديق بفكرة أن مجلس العموم هو فرع ذو سيادة من الحكومة. رفض الكثيرون رفضاً تماما صحة أن ميثاق عام 1215م فرضه المتمردين على الملك (بالرغم أنهم غضوا النظر عن أن ميثاق 1225م فرض على صبيٍ من اوصياؤه) وكان هناك أيضاً جدلاً مشابهاً حول الميثاق بأنه ليس سوى للتخلص من القوانين الإقطاعية القاسية ولذا فهي لا تعني شيئاً لو طبقت لغرض آخر.

## الثورة المجيدة وتاريخ ما بعد ذلك

### الثورة المجيدة
أقر البرلمان وثيقة الحقوق The Bill of Rights في ديسمبر \ كانون الأول عام 1689م وكانت إعادة صياغة لإعلان الحقوق the Declaration of Rights في إطار دستوري. سعت وثيقة الحقوق إلى أبعد مما كانت الماجنا كارتا قد وضعت لتحقيقه. تنص وثيقة الحقوق على أن الحاكم لا يمكنه اعتماد قانون بدون البرلمان. وذُكر على وجه الخصوص زيادة الضرائب. شملت وثيقة الحقوق على أمور أخرى كذلك لم تكن في الماجنا كارتا. ولكن الذين وضعوا وثيقة الحقوق لا يظنون بأنها تحتوي على أحكام قانونية جديدة حيث أن كل السلطة التي تنتزعها من الحاكم يتم ذكرها في الميثاق “السلطة المزعومة” -pretended powers- مما يشكك في أن حقوق البرلمان المذكورة في الوثيقة موجودة من قبل ولكن في مرجع مختلف يفترض أنه الماجنا كارتا. لذا فأهمية الماجنا كارتا لم يقضَ عليها تماما بعد ولكنها ضعفت إلى حدٍ ما.

### القرن الثامن عشر
قوة أسطورة الماجنا كارتا ما زالت حيّة في القرن الثامن عشر. ففي عام 1700م تحدث سامويل جونسن Samuel Johnson عن الماجنا كارتا بأنها ولدت و“الشيب يكسو رأسها” مشيراً إلى الاعتقاد بأن الحريات المدونة في الميثاق تعود إلى العصر الذهبي وإلى زمن أقدم من ذلك. ولكن الأفكار حول طبيعة القانون بوجه عام بدأت في التغير. ففي عام 1716م اُعتمد قانون السنوات السبع Septennial Act والذي جر عدد من التبعات. أولاً، يبين بأن البرلمان توقف عن اعتبار الأنظمة الأساسية الأولى أنها أنظمة حصينة حيث أن هذا القانون يكفل للمدة البرلمانية سبع سنوات بينما لم يمض سوى أقل من خمسة وعشرين عاماً على اعتماد القانون السنوات الثلاث Triennial Act 1694 الذي كفل للمدة البرلمانية أن تكون ثلاث سنوات. وزاد هذا القانون الجديد من قوة البرلمان. في السابق كانت كل التشريعات التي تسن في جلسات البرلمان توضع في قائمة البيان الانتخابي بهدف أن تُستشار الهيئة الانتخابية في كل قضية قبل أن تطرح في البرلمان. ولكن قد لا يمكن أن تناقش الهيئة الانتخابية كل التشريعات التي تُسن إن لم يكن مستحيلاً بسبب مدة السبع سنوات. هذا أعطى البرلمان الحرية في سن ما شاءت من القوانين. هذه لم تكن السيادة البرلمانية مثل مفهومها اليوم ولكن البرلمان بإمكانه إلغاء ما أراد من الأنظمة الداخلية الأساسية “الدستور” ولكنه يعتبر نفسه ملزماً بالقانون الأعلى كالماجنا كارتا. الجدل حول سيادة البرلمان ليست جديدة ولكن حتى الذين كانوا يناصرون تلك السيادة لم يكن ليتوقعوا أنها ستصل إلى المستوى التي هي عليه اليوم. على سبيل المثال، ناقش كوك كيف أن البرلمان سيمتلك السلطة التي تخوله لإلغاء القانون العام والماجنا كارتا ولكن البرلمان كان ممنوعاً من ذلك عملياً حيث كان للماجنا كارتا والقانون العام أهمية عظيمة في الدستور. فإلغائهما سيهدد وجود الدستور.

### مدى نفوذ مجلس العموم
في عام 1722م أتهم بالخيانة أسقف روتشستر Rochester (فرانسيس آتربي Francis Atterbury - يعقوبيّ من آل ستيوارت) وهو عضو في مجلس اللوردات. احتجزه مجلس العموم في برج لندن وقدّموا وثيقة لإعفائه من منصبه وإرساله للمنفى. هذا أعاد موضوع أي المجلسين أقوى وإلى أي مدى تمتد قوته. قال آتربي بأن ليس للعموم سيطرة على اللوردات واتفق الكثير معه في ذلك. ولكن هناك آخرون ذو تأثير خالفوه في ذلك ومنهم أسقف ساليسبري Salisbury (و هو لورد أيضاً) وكان يُعرف بصرامة رأيه حول أن البرلمان والذي يمثله مجلس العموم أساساً ذو سيادة مطلقة لذا لا يمكن الحد من سلطته ملمحاً إلى أن المجلس الأدنى يسود فوق المجلس الأعلى. واتفق العديد من المفكرين معه، أحدهم جوناثن سويفت Jonathan Swift الذي بلغ منه أن يقول بأن سلطة البرلمان تمتد لتصل إلى تعديل أو إلغاء الماجنا كارتا. هذا الإدعاء ما زال مثير للجدل حيث أنه أغضب المحافظون The Tories. أخبر بولينجبروك Bolingbroke عن اليوم الذي “تستعاد فيه الحرية والقدر من التألق التي كانت عليه الماجنا كارتا سيعود ليحظى بمكانته من المجد كما في السابق.” هذا الاعتقاد رَسَخ عبر النظرية الحديثة نسبياً وهي أنه عندما اجتاح ويليام الفاتح William The Conqueror إنجلترا لم يستولِ إلا على العرش وليس على البلاد لذا توقع أن مكانة القانون ما زالت باقية كما كانت عليه في عهد الحكام السكسونيين ساكسون من قبله. لذا فالميثاق عبارة عن تلخيص وتدوين لتلك القوانين وليس كما اعتقد في السابق أنه محاولة لإعادة إقرارها بعد الملوك النورمانيين الاستبداديين. أشار ذلك إلى أن هذه الحقوق كانت قائمة دائما منذ العصر الذهبي القديم ولا يمكن لأي حكومة إلغاؤها. من جهةٍ أخرى قال اليمينيون The Whigs أن الميثاق لا يستفيد منه سوى النبلاء والكنيسة ولا يمنح أي من الحريات التي كانوا يتوقعونها. بالرغم من أن اليمينيون هاجموا محتوى الميثاق إلا أنهم لم يمسّوا الأسطورة المتعلقة بالعصر الذهبي أو حتى حاولوا أن يلغوا الميثاق. وبذلك ظلت أسطورة الميثاق ثابتة لا تتغير كما كانت دائما.

### أمريكا
اعتمد قانون الطوابع 1765م لتمتد رسوم الطوابع الذي كان ينفذ في أراضي الوطن منذ 1694م ليشمل المستوطنات الأمريكية أيضاً. ولكن المستوطنون في المستوطنات الثلاثة عشر بغضوا هذا القانون لعدم وجود من يمثلهم بالبرلمان ورفضوا من هذه الهيئة الخارجية التي لا تمثلهم فرضها للضرائب عليهم وهذا برأيهم حرمانهم حقوقهم كرجال إنجليزيين. وأخذ الشعار “ لا ضريبة بدون تمثيل” يعلو في كل المستوطنات.
يمكن رؤية تأثير الماجنا كارتا بوضوح في وثيقة الحقوق للولايات المتحدة الذي يسرد عدة حقوق للأفراد والقيود التي تفرض على سلطة الحكومة، مثلاً:
لن تنتزع من أي فرد حياته أو حريته أو أملاكه دون أن يحظى بمحاكمة مشروعة.
المادة رقم 21 من إعلان الحقوق في دستور ماريلاند Maryland عام 1776م ينص على:
يجب ألّا يحتجز أي رجل حر أو يسجن أو تصادر منه أرضه أو حرياته أو امتيازاته أو يحرم من العدالة أو أن ينفى أو يمسه أي شكل من أشكال الضرر أو أن يحرم من العيش أو الحرية أو ممتلكاته إلّا بحكم من أقرانه أو قانون البلاد.

التعديل التاسع لدستور الولايات المتحدة ينص على:  "إن تعداد الدستور لحقوق معينة لا يجوز أن يفسر على أنه إنكار لحقوق أخرى يتمتع بها الشعب أو انتقاصاً لها”  إن الذين صاغوا دستور الولايات المتحدة أرادوا أن يضمنوا الحقوق التي ينعمون بها من قبل، كتلك التي تكفلها الماجنا كارتا، وألّا يخسروها إلا أن اُختصرت بوضوح في الدستور الجديد للولايات المتحدة.

### السيادة البرلمانية
النقاش حول قدرة البرلمان على وضع قيود على الحقوق المفترضة التي تمنحها الماجنا كارتا أو إلغاء تلك الحقوق أصبح الأساس الذي تبنى عليه النقاشات حول السيادة البرلمانية. ظل ويليام بلاكستون William Blackstone يخبر بأن يجب على البرلمان احترام الماجنا كارتا لأنها دليل على قانون وجد منذ القدم وعلى مفكرين قانونيين من ذلك الزمان وأيضاً أن جيرمي بينثام استخدم الماجنا كارتا ليهاجم الانتهاكات القانونية التي حصلت في وقته.
في عام 1763م ألقي القبض على جون ويلكس John Wilkes، عضو في البرلمان، لكتابته كتيب تحريضي -رقم 45 تاريخ 23 أبريل \نيسان عام 1763م - ولكنه استشهد بالماجنا كارتا باستمرار وبسبب المكانة التي احتلتها الماجنا كارتا في ذلك الوقت تردد البرلمان في متابعة القضية وتم تسريح ويلكس ومنحه تعويضات عن الإجراء غير القانوني بمصادرة أوراقه حيث كانت المذكرة العامة التي ألقي القبض عليه بموجبها قد اعتبرت غير شرعية. ولكنه طرد من البرلمان بعد أن قضى أسبوعا في برج لندن. وبعد عام 1768م حاول أن يدخل الانتخابات عدة مرات ولكن مجلس العموم حكم بأنه غير جدير للحصول على مقعد في البرلمان. سببت المعاملة التي لحقت ويلكس ضجة في البرلمان حيث شجب اللورد كامدن Lord Camden الحدث وقال أنه انتهاك قبيح للماجنا كارتا. جعل ويلكس من القضية قضيةً وطنية وتبناها الجماهير وكانت هناك صحف مشهورة جداً نشرت عن القبض عليه بينما كان يعلم ابنه الماجنا كارتا في كل أنحاء البلاد. حاز على دعم مجلس بلدية لندن والتي كانت تسعى للحصول على سيادة فوق البرلمان وفقاً للميثاق نفسه. الشجار حول الماجنا كارتا كان في غير محلة وكان الناس يتشاجرون حول الفكرة فقط للحريات التي افترض أن الميثاق يقدسها. ولم تكن مصادفة أن من وقف جانب ويلكس كانوا يجهلون بمحتوى الماجنا كارتا، إما جهلٌاً تاماً أو جزئي. وإن كانوا على علم بمحتواها فهم فقط يسعون خلف حماية مناصبهم وفقاً للميثاق. عاد ويلكس للبرلمان عام 1774م. تكلم عن الماجنا كارتا بطريقة يعلم أنه إذا استعملها فسيحصل على دعم الشعب لتحقيق غاياته. ولكنه شق الطريق لتبدأ حركة إصلاحية لاستعادة الدستور عبر برلمان فيه نواب أكثر وله سلطة أقل وتكون مدته أقصر مما هي عليه.
كان أحد الإصلاحيين الرئيسيين رجلٌ يدعى جرانفيل شارب Granville Sharp الذي طالب أن يكون إصلاح البرلمان مستنداً للماجنا كارتا. وقد ابتكر مذهباً ليدعم ذلك وهو مذهب السلطة التراكمية Accumulative Authority وهذه النظرية تنص على أن عدد لا يحصى من البرلمانات قد صادقت على الماجنا كارتا وبذلك نحتاج إلى نفس العدد من البرلمانات لنلغيها. قَبِل شارب كالعديد من الناس بسيادة البرلمان كمؤسسة ولكنه لا يعتقد بأن سلطتها بلا حدود، بمعنى أنها لا تستطيع إلغاء الماجنا كارتا. اعتقد الكثير من الإصلاحيين بأن الماجنا كارتا كانت توثيقاً للحريات من الزمن القديم والأسطوري للعصر الذهبي ولكن كان هناك حركة شعبية تطالب بيوم للاحتفال بتوقيع الميثاق مشابه للرابع من يوليو في أمريكا. ولكن لم يصل أحدهم إلى ما وصل إليه شارب.
بالرغم من وجود حركة شعبية لمقاومة سيادة البرلمان استناداً للميثاق إلا أنه كان هناك عدد كبيراً من الناس من ظنوا بأن الميثاق مبالغ بتقديره. أشار جون كاتريث John Catwrith في عام 1774م إلى أن لم يكن من الممكن للماجنا كارتا أن تكون إن لم يكن هناك دستوراً حازماً مسبقاً لتسهيل استخدامها. وبلغ منه أن يقول لاحقاً أن الميثاق لم يكن جزءٌ من الدستور حتى ولكنه مجرد توثيق لما كان عليه الدستور في ذلك الوقت. أقترح كاتريث وجوب إنشاء ماجنا كارتا مبنيةً على الحقوق والمساواة بين الجميع وليس فقط لملاك الأراضي.
الجهد الذي بذله أمثال كاتريث بدأت تظهر نتائجه سريعاَ حيث أن الميثاق لم يواكب خطى التطورات التي جاءت في القرون الستة التالية. ولكن كانت هناك أحكام معينة مثل البند رقم 23 والبند رقم 39 التي بجانب أنها كانت صالحة في ذلك الوقت ما زالت تشكل أساس الحقوق المهمة في القانون الإنجليزي الحالي. ومما لا يمكن إنكاره أن أهمية الماجنا كارتا بدأت تضعف وأصبحت فكرة برلمان ذو سلطة تامة تلاقي قبولاً أكثر كل يوم. العديد ممن في المجلس ما زالوا متمسكين بالميثاق. أحدهم السير فرانسيس بوردت Francis Burdett الذي طالب بالعودة لدستور الماجنا كارتا في عام 1809م واستنكر على المجلس اتخاذه إجراءات قانونية ضد جون جيل جونس الأصولي John Gale Jones الذي أدان المجلس على تصرفه بمخالفةً للماجنا كارتا. تم تجاهل بوردت بشدة حيث أن عند تلك المرحلة كانت الماجنا كارتا قد فقدت جاذبيتها. ولكن بوردت استمر وقال أن البرلمان الطويل البرلمان الطويل انتزع كل السلطة التي منحت للبرلمان في ذلك الوقت وصرّح بأن البرلمان يتصرف دائما ضد الماجنا كارتا حيث أن لا حق لهم في ذلك (بالرغم من أنه كان يشير لممارساتهم القضائية وليست التشريعية). حصل بودرت على الدعم الشعبي وحصلت أعمال شغب في لندن جراء اعتقاله بسبب أقواله ونشرت صحف مشهورة عن اعتقاله بينما كان يعلم ابنه الماجنا كارتا.
و بوقوف الحركات الشعبية في صف الحريات التي يكفلها الميثاق ومحاولة البرلمان لتحقيق سيادته فلقد كان هناك حاجة لوجود ما قد يقلب الموازين لصالح أحدٌ من الطرفين. ولكن لم يأتِ سوى قرار إصلاح عام 1832م كحلٍ وسط ولكنه لم يرضِ أحداً. وظهرت جماعةٌ على أثر خيبة أملها في قرار الإصلاح تسمي نفسها بالميثاقيون (تشارتيست ميثاقية)

### الميثاقيون
حلّ قرار الإصلاح لعام 1832م عدداً من المشاكل الظاهرة في النظام السياسي ولكنه لم يحقق الكثير وفقاً لجماعة تسمي نفسها الميثاقيون التي تطالب بالعودة لدستور الماجنا كارتا. في النهاية قامت تلك الجماعة بإنشاء توثيق بما كانوا يرونه من الحقوق القائمة للشعب، وأسموه ميثاق الشعب the People’s Charter. وفي حشد جمعه الميثاقيون، طالب المحترم راينور Reverend Raynor بالعودة لدستور الميثاق من حرية الكلام وحرية العبادة وحرية الاجتماع. وهذا مثال مناسب جداً لتوضيح كيف أن الميثاق أخذ على محملٍ بعيد كل البعد عمّا يحتوي. فعند كثير من الناس يصوّر الميثاق فكرة الحرية المطلقة. وكانت هذه المبالغة هي التي أدت إلى سقوط الميثاق. وكلما زادت توقعات الناس من الميثاق تقلّ رغبة البرلمان في المحاولة لتحقيق تلك التوقعات وفي النهاية قام كتّأب مثل توم باين Tom Paine بتفنيد الأقوال التي تخص الميثاق التي كان يقولها أشخاص مثل الميثاقيون. مما يعني أن المتعلمين توقفوا عن دعم تلك الأقوال وأخذت قوة الماجنا كارتا كرمز للحرية يكسوها الظلام.

### التأثيرات على دساتير لاحقة
تعود أصول العديد من المحاولات لمشاريع نظام دستوري مثل دستور الولايات المتحدة إلى هذه الوثيقة المرجعية. أشارت المحكمة العليا في الولايات المتحدة بوضوح إلى تحليل اللورد كوك للماجنا كارتا كسابقة للتعديل السادس وهو الحق بالحصول على محاكمة سريعة.
أثرت الماجنا كارتا على القانون الدولي أيضاً حيث أشارت إيلانور روزفيلت إليانور روزفلت إلى الإعلان العالمي لحقوق الإنسان الإعلان العالمي لحقوق الإنسان بأنه “ماجنا كارتا لكل البشرية”. يُنظر للماجنا كارتا على أنها نقطة تحول هامة في النضال للحصول على الحرية وعنصر هام في تحول التفكير الدستوري حول العالم. عندما غادر الرجال الإنجليز أوطانهم لبناء مستوطنات في العالم الحديث أخذوا معهم المواثيق التي تضمن لهم ولأبنائهم “ أن يكون لهم كل الحريات والحصانات في كل ما يتعلق بالأمور الطبيعية والعامة وأن يتمتعوا بها” هذا الاقتباس أخذ من جدار الأرشيف الوطني The National Archives. في عام 1606م امتدح السير إدوارد كوك - الذي وضع مشروع ميثاق فيرجينيا Virginia Charter - الماجنا كارتا التي انعكس الكثير من قيمها ومواضيعها على ميثاق فيرجينا. كان المستوطنون على علم بحقوقهم التي تكفلها لهم الماجنا كارتا. وعندما حارب المستوطنون الأمريكان إنجلترا لم يكونوا يحاربون من أجل حرية جديدة بل كانوا يريدون حفظ حرياتهم التي يعود العديد منها إلى الماجنا كارتا التي صدرت في القرن الثالث عشر. وعندما اجتمع نواب أمريكا عام 1787م لوضع مشروع الدستور قاموا ببناء النظام القضائي كما عرفوه وأحبوه: القانون العام الإنجليزي الذي نشأ من الماجنا كارتا (الأرشيف الوطني).
الأفكار التي ناقشها الميثاق العظيم والتي توجد حتى اليوم واضحة جداً. الدستور الأمريكي هو “القانون السامي للبلاد”، وهذا يذكر الطريقة التي كانت توصف بها الماجنا كارتا على أنها القانون الأساسي. هذا الإرث ظاهر جداً ففي مقارنة الماجنا كارتا بوثيقة الحقوق the Bill of Rights : يضمن التعديل الخامس:” لن يحرم أي فرد حق العيش والحرية والامتلاك إلا بمحاكمة مشروعة ” ويضمن الدستور الأمريكي بالإضافة على وثيقة مشابهة في بند التوقيف Suspension Clause - مادة رقم 1 قسم 9- : “ الامتياز الذي تمنحه وثيقة الهبيس كوربس لن يعلّق إلّا في حالات التمرد أو الاجتياح أو تطلب ذلك سلامة العامة ذلك”. في الماجنا كارتا التي كتبت قبله بخمسمائة وخمسة وسبعين سنة يوجد نص:” لن يحتجز أي رجل حر أو يسجن أو يجرّد أو يلاحق قانونياً أو ينفى أو يعرض لأي شكل من الضرر ولن نقاضيه أو نعدمه إلا بحكم شرعي من أقرانه أو من قانون البلاد”. في كل النصين يرد أن لن يسجن أي رجل أو يحتجز دون دليل على مخالفتها للقانون.

## النسخ
في كل مرة تصدر الماجنا كارتا يوزع منها نسخ عديدة حتى يكون لكل مشارك نسخة. في حالة النسخة لعام 1215م كانت هناك نسخة للأرشيف الملكي ونسخة للموانئ الخمسة ونسخة لكل من المحافظات الأربعين. عدد من هذه النسخة ما زالت موجودة في العرض الدائم. لو كانت هناك نسخة واحدة من الماجنا كارتا تعتبر النسخة الأساس بختم الملك جون في عام 1215م فإنها لم تنجُ. بقيت أربع نسخ معاصرة (تعرف بالنسخ المصدقة حسب الأصول) كلها موجودة في إنجلترا:
1. النسخة المحترقة: وجدت بين السجلات في قلعة دوفر Dover Castle في القرن السابع عشر لذا ظُنّ أنها النسخة التي أرسلت للموانئ الخمسة. وكانت في حريق منزل مالكها مما جعل قراءتها مستحيلة. وهي الوحيدة من النسخ الأربع التي نجا الختم عليها ولو أنه قد ذاب جداً جراء الحريق ليخسر شكله. تملكه مكتبة بريطانيا the British Library حالياً.
2. نسخة أخرى يقترض أنها أصلية ولكن قد تكون نسخة معدلة من الماجنا كارتا موجودة في العرض خارج غرفة مجلس اللوردات الذي يقع في قصر ويستمينيستر.
3. نسخة يملكها لينكولن كاثيدرال كاتدرائية لينكولن وتكون عادةً في العرض في قلعة لينكولن. لها تاريخ متواصل مشهود عليه منذ عام 1216م. فبدأ ذكرها في التاريخ عام 1800م عندما أخبر راهب مساعد في الكتدرائية أنه حفظها في الغرفة المشتركة The Common Chamber ومن ثم لاشيء حتى عام 1846م وعندما أخذها الراهب من داخل الكاتدرائية ليأخذها إلى أرض خارج الكاتدرائية مباشرة. وفي عام 1848م أظهرت الماجنا كارتا لوفد زائر الذين أخبروا عنها “أنها معلقة على الجدار وداخل إطار من السنديان ومحفوظة حفظاً جميلاً” وأرسلت لمعرض نيويورك العالمي New York World Fair في عام 1939م. وعند اندلاع الحرب مع اليابان عام 1941م أرسلت الماجنا كارتا لفورت نوكس Fort Knox مع إعلان استقلال الولايات المتحدة والدستور الأمريكي حتى عام 1944م حين أصبح آمناً استعادتهم. وبعد إعادتها للينكولن أرسلت لأمريكا في مناسبات عدّه. وأخذت من العرض مرةً لتمر بعملية حفظ استعداداً لإرسالها إلى أمريكا حيث عرضت في مركز فيرجينيا للفن المعاصر Contemporary Art Center of Virginia في 30 من مارس \ آذار وحتى 18 من يونيو \ حزيران في عام 2007م في الذكرى الأربعمائة للاعتراف بجيمستاون Jamestown. عرضت الوثيقة في مركز الدستور الوطني مركز الدستور الوطني في فيلاديلفيا في الفترة بين 4 وحتى 25 يوليو \ تموز عام 2007م وأعيدت لقلعة لينكولن بعدها. عادت الوثيقة لنيويورك مجدداً لتعرض في متحف فراونسز تافرن Fraunces Tavern Museum من 15 سبتمبر\ أيلول وحتى 15 ديسمبر\ كانون الأول عام 2009م.
4. نسخة تملكها كاتدرائية ساليسبري وتعرض فيها. وهي أفضل نسخة من الأربعة حفظاً.

نجت من الماجنا كارتا نسخ أوائل. تملك كاتدرائية دورهام نسخة من عام 1216م وواحدة من عام 1217م وأخرى من عام 1225م.
تملك كاتدرائية هرفورد نسخة أقرب إلى أن تكون سليمة تماماً وتعرض أحياناً في المكتبة المقيّدة (بالسلاسل) - المكتبة المربوطة - في الكاتدرائية مع الخارطة مابا موندي مابا موندي. ومما يثير العجب في النسخة هذه أنها الوحيدة من النسخ التي تنجو ومعها نسخة أوليّة من “دليل المستخدم” وهو وثيقة صغيرة أرسلت مع الماجنا كارتا لتخبر عمدة المحافظة أن يطيع الشروط المحددة في الوثيقة.
تملك مكتبة بودليان في أوكسفورد مكتبة بودلي أربع نسخ. ثلاث منها صدرت عام 1217م وواحدة صدرت عام 1225م. وفي العاشر من ديسمبر \ كانون الأول عام 2007م وضعت النسخ للعرض العلني لأول مرة.
في عام 1952م اشترت الحكومة الأسترالية نسخة من الماجنا كارتا تعود لعام 1297م بمبلغ 12,500 جنيه من مدرسة الملك في بروتون Burton، إنجلترا. تعرض هذه النسخة في قاعة الأعضاء في مجلس البرلمان في كانبيرا وفي يناير\ كانون الثاني عام 2006م أعلنت دائرة الخدمات البرلمانية بأنه حدد قيمة جديدة للوثيقة لتهبط من 40 مليون دولار إلى 15 مليون دولار.
توجد نسخة واحدة فقط من بين جميع النسخ يملكها أفراد (و هي النسخة من عام 1297م وعليها الختم الملكي لإدوارد الأول) تملكها عائلة برودنل Beudenell وهم إيرلات كارديقان Cardigan ملكوها لخمسة قرون ومن ثم باعوها في عام 1984م لمؤسسة بيروت Perot. وهذه النسخة أعطيت للأرشيف الأمريكي الوطني US National Archives كإعارة طويلة الأجل ومن ثم عرضت للمزاد في سوثبيز Sotheby’s في نيويورك يوم الثامن عشر من ديسمبر\كانون الأول عام 2007م. باعت مؤسسة بيروت الوثيقة لتحصل على “تمويل للبحوث الطبية ولتحسين التعليم العام ولمساعدة الجنود الجرحى وعائلاتهم”. بيعت بسعر 12.3 مليون دولار أمريكي واشتراها ديفيد روبينستون David Rubenstein صاحب مجموعة كارليل The Carlyle Group الذي قال بعد المزاد : “اشتريتها لأني وجدته من المهم أن تبقى الماجنا كارتا في الولايات المتحدة وخفت أن النسخة الوحيدة في أمريكا ستهرب منها جرّاء هذا المزاد”. وأعطيت هذه النسخة للمتحف الوطني في واشنطن العاصمة كإعارة دائمة.

## استعمال “ال” التعريف مع ماجنا كارتا - طريقة كتابتها
و لعدم وجود أداة تعريف في اللغة اللاتينية مرتبطة ومتوافقة مع تلك التي في اللغة الإنجليزية “The” ففي الاصطلاح الأكاديمي يشار للوثيقة بماجنا كارتا Magna Carta وليس “الـماجنا كارتا THE Magna Carta”. ووفقاً لقاموس اوكسفورد الإنجليزي فأول ظهور للمصطلح كان عام 1218م: “Concesserimus liberates quasdam scripts in magna carat rostra de libertatibus” (في اللاتينية يعني: “ نمنح حريات معينة مكتوبة هنا في ميثاقنا العظيم للحريات). -حيث ظهرت في قاموس أوكسفورد : our magna carta of liberties من دون أداة التعريف الإنجليزية-. ولكن المصطلح الذي يُستعمل في السياقات الأكاديمية وغير الأكاديمية تكراراً هو “الماجنا كارتا” (The Magna Carta) باستعمال أداة التعريف.
و في الماضي خصوصاً كانت تكتب الماجنا كارتا في الإنجليزية بهذا الشكل: Magna Charta ولكن النطق ظل كما هو. ولكن طريقة الكتابة هذه (Magna Charta) ما زالت طريقة أخرى مقبولة مسجلة في العديد من القواميس لكتابتها بهذا الشكل باستمرار في بعض المصادر الموثوقة. ولكن ما بين القرن الثالث عشر والسابع عشر كانت الطريقة الوحيدة المستخدمة في الكتابة هي “Magna Carta”. أما طريقة الكتابة الأخرى “Magna Charta” بدأت استخدامها في القرن الثامن عشر ولكنه لم تكن الأكثر شيوعاً بالرغم من أن بعض الكتّأب الثقاة اتّبعوا هذه الطريقة.

## تصورات شائعة
الرمز والواقع 
ترمز الماجنا كارتا إلى المرة الأولى التي منح فيها مواطني إنجلترا حقوقهم من ملك مستبد. ولكن عملياً لم يكن باستطاعة مجلس العموم فرض الماجنا كارتا في بعض الحالات التي تطبّق فيها الماجنا كارتا ولذا كان نفوذها محدوداً. وقد نسخ أيضاً مقطع كبير من الماجنا كارتا تقريباً نقل كلمة بكلمة، من ميثاق الحريات الذي أصدره هنري الأول عندما اعتلى العرش عام 110 م التي ألزمت الملك بإتباع القوانين التي تمكنت من منح الكنيسة والنبلاء الإنجليزيين حريات مدنية.

### وثائق عديدة تشكل الماجنا كارتا
الاعتقاد السائد حول الماجنا كارتا أنها وثيقة فُرضت على الملك جون في عام 1215م ولكن ذلك الإصدار منها ألغي على الفور تقريباً. أعاد حكّام لاحقون إصدار الميثاق ولكن بدون التحديات الموجهة لسلطتهم مباشرةً ودون الأحكام التي كان يراد منها معاقبة مخالفات مباشرة ولكن بإحكام تصنع تغيرات دستورية طويلة المدى. فالنسخة التي تشكل جزء من القانون الإنجليزي تعود لعام 1297م. لذا فالمصطلح ماجنا كارتا يستعمل ليشير إلى أي واحدة من الوثائق العديدة والمترابطة (و لكن ليست متشابهة تماما) في القرن الثالث عشر أو للمواثيق المختلفة ككل.

### الوثيقة كانت غير موقّعة
التصور الشائع هو أن الملك جون والبارونات “وقّعوا” على الماجنا كارتا. ولكن ليست هناك أي تواقيع على الوثيقة الأصلية بل كان هناك ختم الملك فقط. فالكلمات التي وردت في الميثاق باللاتينية (Data per manum nostrum) - نقدمها بيدينا given by our hands- تعني أن الوثيقة قدمها الملك شخصياً بيديه.
و بوضع الملك ختمه على الوثيقة فهذا يعني أن الملك والبارونات يتبعون القانون العام لأن الختم كان كافياً لتصديق سندٍ رسمي ولكن يجب أن يتم الختم أمام شهود. فكان ختم الملك هو الوحيد على الوثيقة فالملك لم يوقع الوثيقة ولا كذلك البارونات ولم يختموا الوثيقة أيضاً.

### التصور في أمريكا
تحتل الماجنا كارتا موضع فخر في أمريكا حيث أنها كانت سابقة للدستور الأمريكي ووثيقة الحقوق. وفي عام 1957م أقامت رابطة المحامين الأمريكية مَعلَم الرونيميد. وفي عام 1976م أعارت المملكة المتحدة نسخة أصلية من الماجنا كارتا لعام 1215م للولايات المتحدة عند الاحتفالات بالذكرى المئوية الثانية وتبرعت بغطاء مزخرف للعرض وأعطتهم نسخة مطابقة للماجنا كارتا مصنوعة من الذهب. ما زال الغطاء والنسخة المطابقة موجودان في العرض في أمريكا في قاعة الروتندا في مبنى الكابيتول كابيتول (توضيح) روطن في واشنطن

## بريطانيا في القرن الواحد وعشرين
طرحت مجلة بي بي سي هيستوري BBC History (تعنى بالتاريخ) استبياناً باختيار التاريخ الأنسب “لليوم البريطاني” المقترح. وحصل تاريخ الخامس عشر من يونيو\حزيران على أعلى تصويت (و هو تاريخ الماجنا كارتا الأصلية لعام 1215م) من بين كل الاقتراحات الأخرى مثل الإنزال في نورماندي (يوم هبوط الحلفاء على شاطئ النورماندي) ونهاية الحرب الأوروبية (يوم النصر في أوروبا) ويوم التذكر (يوم الذكرى - إحياء ذكرى الجنود والمدنيين الذين قتلوا في الحرب منذ الحرب العالمية الأولى). لم تكن النتيجة مُلزِمة بالرغم من أن الوزير جوردن براون Gordon Brown أبدى دعمه لفكرة يوم وطني جديد للاحتفال بالهوية البريطانية. واستعمل الاسم لحركة مضادة للرصد في مسلسل ذا لاست إنيمي The Last Enemy (العدو الأخير) عام 2006م على محطة بي بي سي.و وفقاً لاستبيان أجرته يوقوف YouGov عام 2008م ظهر أن 45٪ من البريطانيين لا يعرفون ما هي الماجنا كارتا. ولأن الماجنا كارتا صّورت أنها تضمن حق الحصول على محاكمة يحضرها هيئة محلفين وحريات مدنية أخرى لقد أشار توني بن Tony Ben إلى النقاش حول زيادة الحد الأقصى للأيام التي يقضيها الإرهابي المشتبه به بدون محاكمة من 28 يوماً إلى 42 يوماً بأنه “اليوم الذي ألغيت فيه الماجنا كارتا”.

## مواضيع مرتبطة
- وثيقة حقوق

## وصلات خارجية
- الوثيقة العظمى على موقع الموسوعة البريطانية (الإنجليزية)